# Caterina II di Russia
Caterina II di Russia (in russo Екатери́на II Алексе́евна?, Ekaterina II Alekseevna; Stettino, 2 maggio 1729 – San Pietroburgo, 17 novembre 1796) conosciuta come Caterina la Grande (in russo Екатери́на Вели́кая?, Ekaterína Velíkaja), fu imperatrice di Russia dal 1762 alla morte. Fu uno dei più significativi esempi di dispotismo illuminato.
Nata a Stettino come Sofia Augusta Federica di Anhalt-Zerbst (in tedesco Sophie Auguste Friederike von Anhalt-Zerbst), figlia del principe Cristiano Augusto, sovrano del Principato di Anhalt-Zerbst, venne data in sposa, sedicenne, all'erede al trono dell'impero russo, il granduca Pietro Fëdorovič, futuro Pietro III di Russia. Con un colpo di Stato detronizzò il marito alla fine della guerra dei sette anni. Sotto il suo regno l'Impero russo accrebbe la sua potenza e visse uno dei periodi di maggior riconoscimento a livello europeo.
Volendo applicare al suo metodo di governo i principi illuministi, Caterina promosse la redazione di un nuovo codice ispirato alle idee degli enciclopedisti. Con i propri favoriti, in particolare Grigorij Orlov e a Grigorij Potëmkin, ma anche i generali di grande successo Pëtr Rumjancev e Aleksandr Suvorov, e ammiragli come Fëdor Ušakov, espanse rapidamente l'egemonia russa: a ovest approfittò dello smembramento della Confederazione polacco-lituana, occupando poi, in seguito alle guerre russo-turche, la Crimea; all'estremo est incominciò la colonizzazione dell'Alaska.
Ammiratrice di Pietro il Grande, Caterina continuò a modernizzare la Russia secondo le idee dell'assolutismo illuminato: si interessò ai problemi dell'istruzione, fondando il primo istituto di istruzione superiore femminile in Europa, delle finanze e della creazione di nuove cittadine fondate su suo ordine. Tuttavia la sua politica comportò un aumento del numero dei servi della gleba, con conseguente malcontento popolare e lo scoppio di numerose rivolte, represse violentemente, come quella guidata da Pugačëv.
Nonostante queste ambiguità politiche, grazie ai suoi rapporti epistolari e personali con vari filosofi illuministi quali Voltaire e Diderot, che ne elogiarono il governo, il periodo della dominazione di Caterina la Grande è considerato l'età d'oro dell'impero russo. Fu sepolta nella cattedrale di San Pietro e Paolo a San Pietroburgo.

## Biografia

### Nascita ed educazione

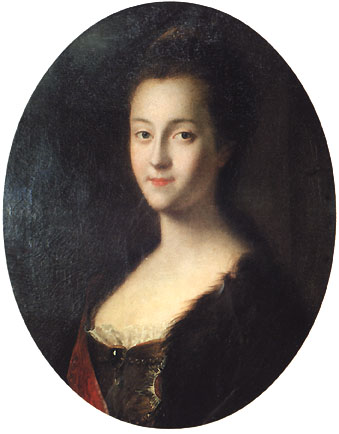
La giovane principessa Caterina ritratta nel 1745 da Louis Caravaque

Sofia Augusta Federica di Anhalt-Zerbst nacque il 2 maggio (21 aprile per gli ortodossi) 1729 a Stettino, in Pomerania, nell'allora Regno di Prussia (attualmente in Polonia). Era figlia di Cristiano Augusto di Anhalt-Zerbst, principe di Anhalt-Zerbst, generale prussiano e governatore di Stettino per conto della Prussia, e di sua moglie, Giovanna di Holstein-Gottorp, una principessa tedesca. Due dei suoi cugini di primo grado divennero sovrani di Svezia: Gustavo III e Carlo XIII.
Secondo il costume tipico dell'epoca presso le famiglie nobili della Germania, ricevette un'educazione accurata e di ottimo livello, in particolare dalla propria governante francese e dai propri tutori. Durante la sua infanzia venne spesso trascurata dalla madre, la quale le preferiva il fratello minore Guglielmo Cristiano Federico, e Caterina soffrì a lungo di questo fatto. Il suo precettore era di fede protestante, ma la giovane Sofia non condivise mai la visione del mondo del suo insegnante.
Fin da bambina si mostrò di carattere vivace, estroverso, animata da una curiosità non comune, con la quale, partecipando ai balli, ai banchetti e ai salotti della nobiltà, sbalordì molti interlocutori. Un episodio, in particolare, spinse la madre a contrastarne il carattere pieno di orgoglio: quando si presentò al cospetto di Federico Guglielmo I di Prussia, la bambina si rifiutò di baciare l'orlo dell'abito del monarca, perché era troppo corto e non riusciva a raggiungerlo.
Per quanto appartenente all'alta aristocrazia tedesca, la famiglia di Caterina non godeva di consistenti disponibilità finanziarie e la sua ascesa al potere fu perlopiù frutto della necessità di reperire denaro e prestigio con un matrimonio di interesse, deciso a tavolino dai suoi parenti. La scelta di Sofia come moglie per il suo cugino di secondo grado, il futuro zar Pietro III, fu infatti frutto delle gestioni diplomatiche del conte Lestocq, della zia di Pietro, la zarina regnante Elisabetta, e di re Federico II di Prussia. Lestocq e Federico erano interessati a rafforzare i legami tra Prussia e Russia per indebolire l'influenza dell'Austria e porre in rovina l'atteggiamento filo-austriaco del cancelliere russo Bestuzhev. Caterina incontrò Pietro la prima volta all'età di 10 anni. Sulla base dei suoi scritti, sappiamo che trovò Pietro detestabile sin dal primo incontro: si oppose alla sua tendenza a consumare alcolici sin dalla giovane età e al suo eccessivo militarismo, e il suo aspetto malaticcio, con la pelle pallida, non le lasciò una buona impressione di lui.
Gli intrighi diplomatici furono sull'orlo di fallire a causa dell'intervento della madre di Sofia, Giovanna Elisabetta di Holstein-Gottorp. Giovanna era una donna fredda e calcolatrice, ma anche amante del pettegolezzo e degli intrighi di corte, e non ebbe buoni rapporti con la zarina per questo. La sua fame di gloria aveva incentrato le prospettive della figlia a divenire zarina di Russia, ma queste sue continue interferenze fecero infuriare la zarina Elisabetta, che giunse a bandirla dal Paese dopo il matrimonio come spia per conto del re Federico II di Prussia. La zarina Elisabetta conosceva bene la famiglia degli Holstein-Gottorp, dal momento che in passato era stata promessa al fratello della principessa Giovanna, Carlo Augusto, il quale però era morto di vaiolo nel 1727, poco prima che il matrimonio potesse avere luogo.
Malgrado le interferenze di Giovanna, però, la zarina fu molto colpita da Sofia al suo arrivo in Russia nel 1744 e la stessa giovane fece ogni sforzo per ingraziarsi non solo la sovrana, ma anche il futuro marito e con loro il popolo russo. Si applicò con zelo allo studio della lingua russa, giungendo a svegliarsi in piena notte per ripetere quanto appreso nella giornata (mantenne per tutta la vita, comunque, uno spiccato accento tedesco che provò più e più volte a eliminare senza successo). Questa pratica di studiare di notte, nelle ore più fredde della giornata, la portò a contrarre una pericolosa polmonite nel marzo del 1744, da cui si riprese dopo breve.

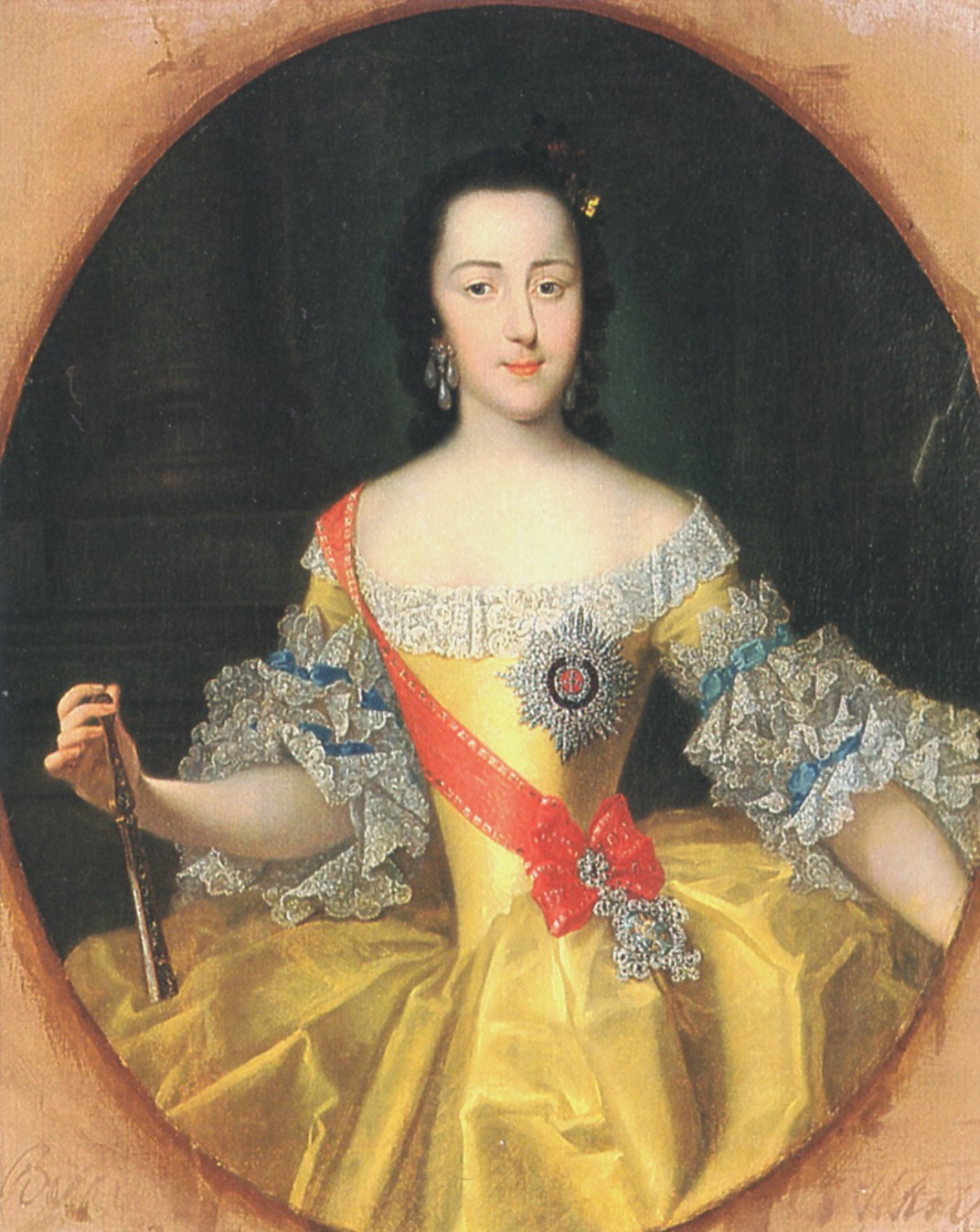
Ritratto della granduchessa Caterina all'epoca del suo matrimonio, dipinto di George Christoph Grooth, 1745

Sofia scrisse nelle sue memorie che non appena fu giunta in Russia si ammalò di pleurite, una malattia che quasi la uccise e dalla quale si salvò solo grazie a frequenti salassi: in un singolo giorno si sottopose anche a quattro flebotomie. Sua madre, che si opponeva a questa pratica, si inimicò nuovamente la zarina Elisabetta, che la allontanò dalla corte per occuparsi lei stessa di Sofia. Quando la situazione pareva ormai disperata, la madre le inviò un pastore luterano per confessarsi. Sofia, però, rispose: "Non voglio alcun luterano; voglio il mio pope ortodosso". Questo fatto innalzò ulteriormente la stima che la zarina nutriva nei suoi confronti.
Il padre di Sofia, devoto luterano tedesco, si oppose alla scelta della figlia di convertirsi alla chiesa ortodossa. Malgrado questa obiezione, la chiesa ortodossa russa ricevette ufficialmente la principessa Sofia come suo membro il 28 giugno 1744, la quale prese il nome di Caterina e il patronimico artificioso di Алексеевна (Alekseyevna, figlia di Alessio), lo stesso nome assunto da Caterina I, madre di Elisabetta e nonna materna di Pietro. Il giorno successivo venne formalmente battezzata. Il matrimonio da lungo tempo desiderato avvenne il 21 agosto 1745 a San Pietroburgo. Caterina aveva 16 anni e Pietro 17; suo padre non presenziò alla cerimonia. Lo sposo, all'epoca noto come Pietro di Holstein-Gottorp, era divenuto duca di Holstein-Gottorp (un ducato tedesco al confine con la Danimarca) nel 1739. La coppia si stabilì alla reggia di Oranienbaum.
Il conte Andrei Šuvalov, ciambellano di Caterina, era in contatto con il noto diarista James Boswell, e fu proprio lui a comunicargli alcuni particolari privati della vita di coppia dei giovani sposi. Secondo alcuni, Pietro aveva già poco dopo il matrimonio un'amante (Elizaveta Romanovna Voroncova), mentre Caterina aveva intrapreso diverse storie d'amore con Sergej Saltykov, Grigorij Grigor'evič Orlov (1734-1783), Aleksandr Semënovič Vasil'čikov, Grigorij Aleksandrovič Potëmkin, Stanislao Augusto Poniatowski, e altri. Divenne amica della principessa Ekaterina Romanovna Voroncova, sorella dell'amante di suo marito, la quale la mise in contatto con diversi potenti gruppi politici che si opponevano a Pietro. Il suo temperamento era insopportabile anche a coloro che facevano parte della loro "piccola corte" a palazzo. Pietro, uomo di carattere violento e incline a ubriacarsi, si dimostrò ostile verso la moglie, maltrattandola in pubblico, e anche da adulto, mantenne la sua ossessione per il mondo militare e continuava ancora a giocare con i soldatini: una volta fece impiccare un topo con una forca improvvisata perché aveva rosicchiato un suo soldatino, rovinandolo. Ignorata dal marito, lei si dedicò alle letture, che includevano anche Voltaire, Diderot e Montesquieu, e si tenne informata sugli eventi della Russia.
Caterina, che pure soffriva della situazione, più volte richiamò nelle sue memorie di avere pensato solo alla finalità ultima di divenire zarina un giorno, salendo al trono: "Ero solita dirmi che felicità e miseria dipendono da noi stessi. Se ti senti infelice, ergiti sopra l'infelicità, e fa' che la tua felicità sia indipendente da tutto ciò che ti accade intorno.".

### Il regno di Pietro III e il colpo di Stato del luglio del 1762

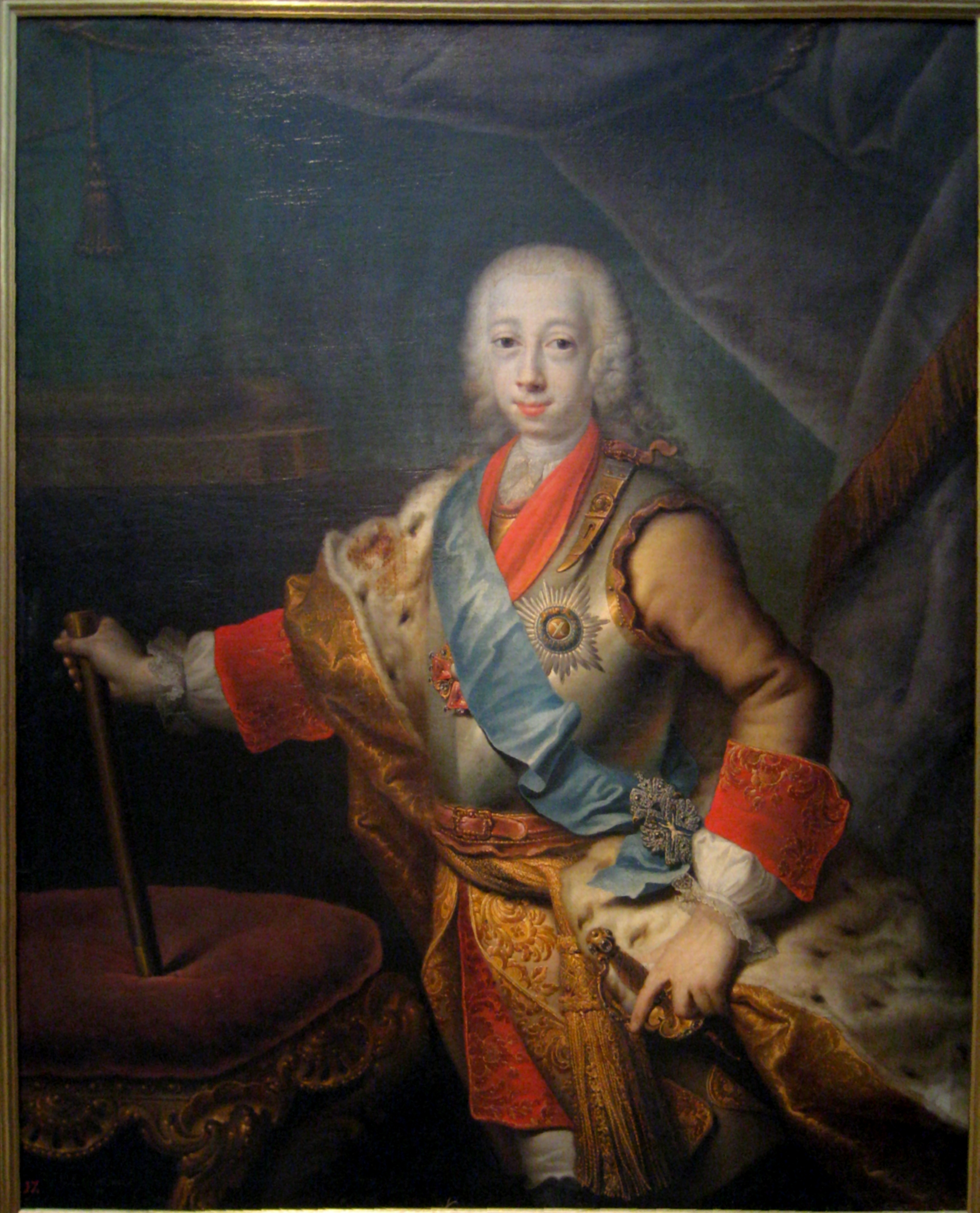
Lo zar Pietro III regnò per soli sei mesi; morì il 17 luglio 1762

Dopo la morte della zarina Elisabetta di Russia il 5 gennaio 1762, Pietro venne chiamato a succedere al trono russo con il nome di Pietro III, e Caterina divenne imperatrice consorte. La coppia imperiale si spostò nel nuovo Palazzo d'Inverno a San Pietroburgo. Le eccentricità e le tendenze politiche dello zar, inclusa la sua ammirazione per il re Federico II di Prussia, alienarono ancora di più Caterina e i suoi sostenitori. Pietro intervenne in una disputa tra il suo ducato di Holstein e la Danimarca per il possesso della provincia dello Schleswig. Russia e Prussia si erano combattute nella Guerra dei sette anni (1756-1763), e le truppe russe avevano occupato Berlino nel 1761. Pietro supportava invece Federico II, pur sapendo di non avere in questo il sostegno dell'aristocrazia russa. Pietro diede subito ordine di cessare le operazioni contro la Prussia e Federico lo ricompensò organizzando la partizione dei territori della Polonia con la Russia.

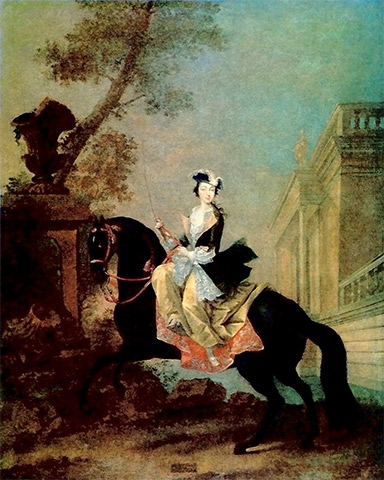
Ritratto equestre della granduchessa Caterina

A luglio del 1762, dopo quasi sei mesi dalla sua ascesa al trono, Pietro si prese una vacanza con i suoi cortigiani e parenti tedeschi alla reggia di Oranienbaum, lasciando la moglie a San Pietroburgo. Dalla capitale, Caterina iniziò a tramare seriamente per detronizzare il marito, grazie anche all'appoggio e alla complicità di eminenti personalità di corte e dello stato che desideravano una completa inversione di rotta nella politica nazionale e credevano che Pietro III stesse lentamente ma progressivamente impazzendo e che quindi fosse necessario detronizzarlo. La notte dell'8 luglio, Caterina venne a sapere che uno dei suoi co-cospiratori era stato arrestato per ordine di Pietro III e che tutto ciò per cui lei stessa aveva meticolosamente lavorato per anni stava per disgregarsi sotto le indagini della polizia incitata dal marito.
Il giorno successivo, Caterina lasciò il suo palazzo e si portò al luogo ove era accampato il reggimento Izmajlovskij; qui tenne un discorso accorato ai soldati ai quali chiedeva di difenderla dalle angherie di suo marito. Caterina si portò quindi con il reggimento alla caserma Semenovskij dove anche alcuni rappresentanti del clero la riconobbero come unica sovrana sul trono russo. Con questi appoggi e con gli altri collezionati sino a quel momento, Caterina riuscì a fare arrestare suo marito e lo costrinse a firmare un documento di abdicazione, così che nessuno potesse contestare la sua ascesa al trono. Il 17 luglio 1762 (otto giorni dopo il colpo di Stato e sei mesi dall'ascesa al trono) Pietro III morì a Ropša, strangolato per mano di Aleksej Grigor'evič Orlov-Česmenskij (fratello minore di Grigorij Grigor'evič Orlov, all'epoca favorito della zarina e partecipante al colpo di Stato). Gli storici non hanno riconosciuto a Caterina la volontà di fare uccidere il marito.
All'epoca della detronizzazione di Pietro III, a tutti gli effetti, esisteva un potenziale rivale al trono per Caterina: questi era Ivan VI (1740-1764), il quale era tenuto prigioniero presso Schlüsselburg, sulle rive del Lago Ladoga, dall'età di sei mesi; oltre a Elizaveta Alekseevna Tarakanova (1753-1775). Ivan VI venne assassinato nel tentativo di farlo fuggire dalla sua prigione in un fallimentare tentativo di colpo di Stato ai danni di Caterina: la sovrana, come l'imperatrice Elisabetta prima di lei, aveva dato istruzioni che egli dovesse essere ucciso se avesse tentato di organizzare un qualsiasi colpo di Stato a danno del potere costituito. Ivan era stato giudicato pazzo da anni e per questo era stato posto in solitario confino e anche per questo si riteneva che una sua ascesa al trono ne avrebbe fatto solamente un burattino nelle mani di qualche profittatore di palazzo.
Anche se Caterina non era una discendente della dinastia dei Romanov, era discendente della dinastia dei Rurik che aveva preceduto i Romanov al trono di Russia. Succedette al marito come zarina regnante, seguendo i dettami stabiliti già all'epoca di Caterina I che era succeduta al marito Pietro il Grande nel 1725 in mancanza di eredi. Gli storici hanno discusso dello status tecnico dell'ascesa di Caterina, se essa abbia agito da reggente o da usurpatrice, e cioè se essa avesse svolto l'attività di sovrana per sé o per conto di suo figlio, il granduca Paolo, ancora minorenne. Negli anni '70 del Settecento, un gruppo di nobili collegato a Paolo (Nikita Panin e altri) considerarono l'idea di un nuovo colpo di Stato per deporre questa volta Caterina e trasferire la corona al giovane granduca Paolo, il quale si dimostrava più propenso a una monarchia costituzionale anziché a una autocrazia illuminata. Questo colpo di Stato non poté avere luogo e Caterina regnò sino alla propria morte per quasi 35 anni.

### Il regno

#### L'incoronazione e la creazione di una nuova corona

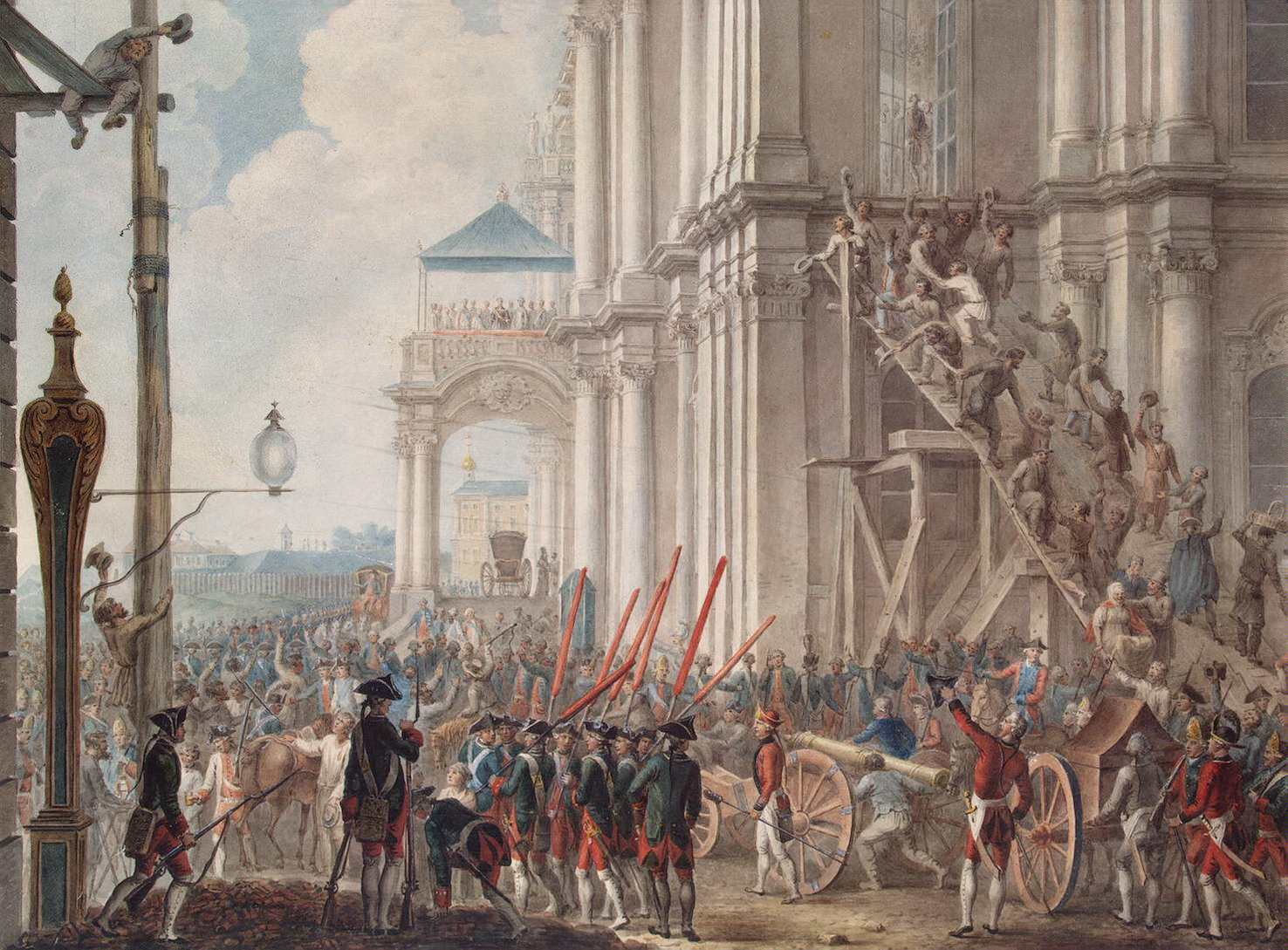
Caterina II al balcone del Palazzo d'Inverno il 9 luglio 1762, giorno del suo colpo di Stato

Caterina venne incoronata nella Cattedrale dell'Assunzione di Mosca il 22 settembre 1762. La sua incoronazione segnò la creazione di uno degli elementi più importanti del tesoro imperiale dei Romanov, la Corona imperiale di Russia, disegnata dal gioielliere franco-svizzero Jérémie Pauzié. Ispirata a un disegno bizantino, la corona venne realizzata con due sfere d'oro e d'argento a rappresentare l'impero romano di oriente e di occidente, divisi da una ghirlanda fogliata e da festoni. La corona contiene 75 perle e 4 936 diamanti indiani a formare delle foglie di alloro, simboli del potere e della forza, ed è sormontata da uno spinello di 387.62 carati in precedenza appartenuto alla zarina Elisabetta, oltre a una croce di diamanti. La corona venne prodotta nel tempo record di due mesi e raggiunse il peso di 2.3 kg.
Dal 1762, la corona imperiale venne utilizzata per tutte le incoronazioni degli zar della dinastia dei Romanov sino all'abolizione della monarchia nel 1917.

#### Politica interna

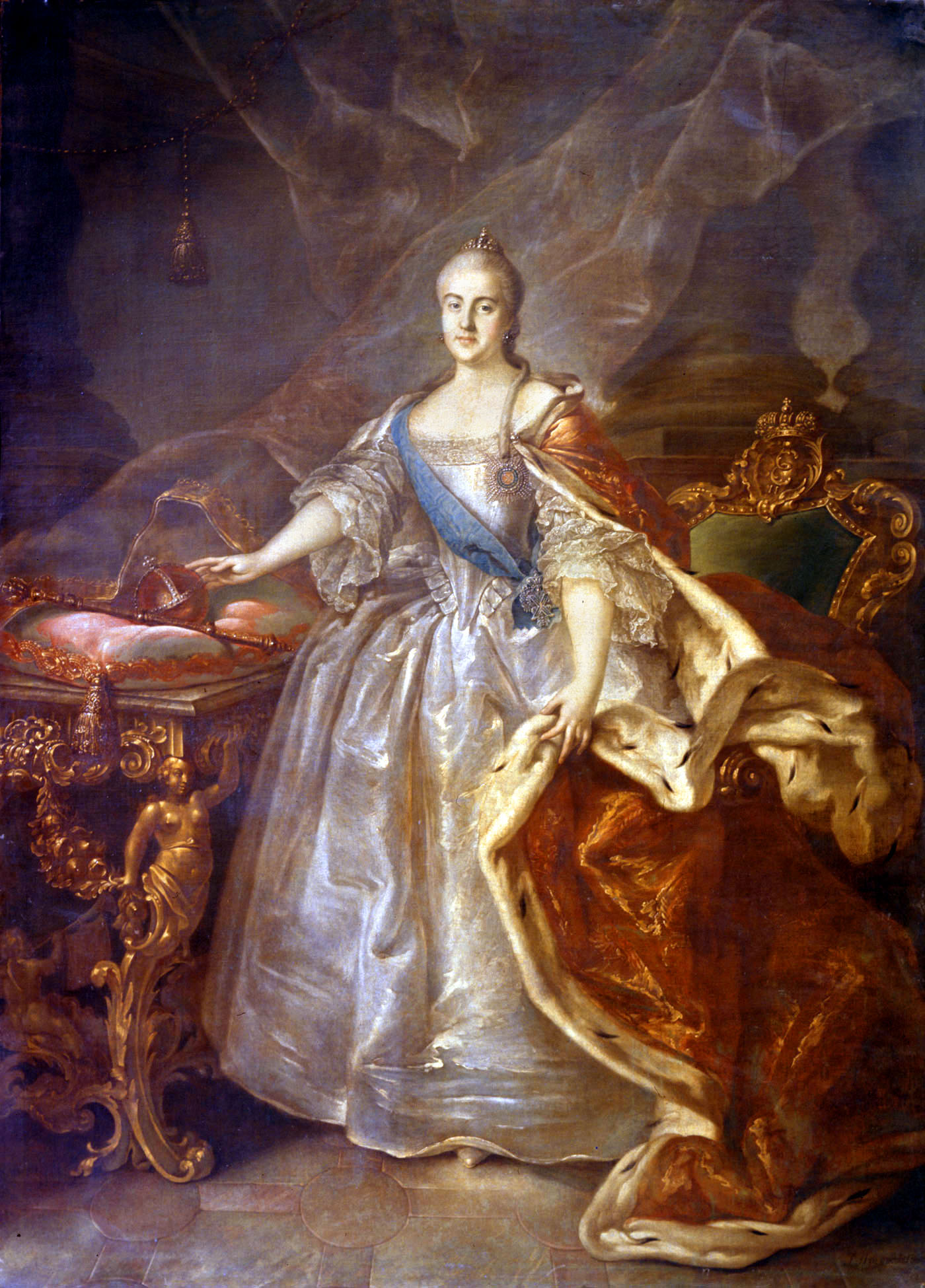
Caterina II come zarina di Russia dipinta nel 1762 da Ivan Argunov

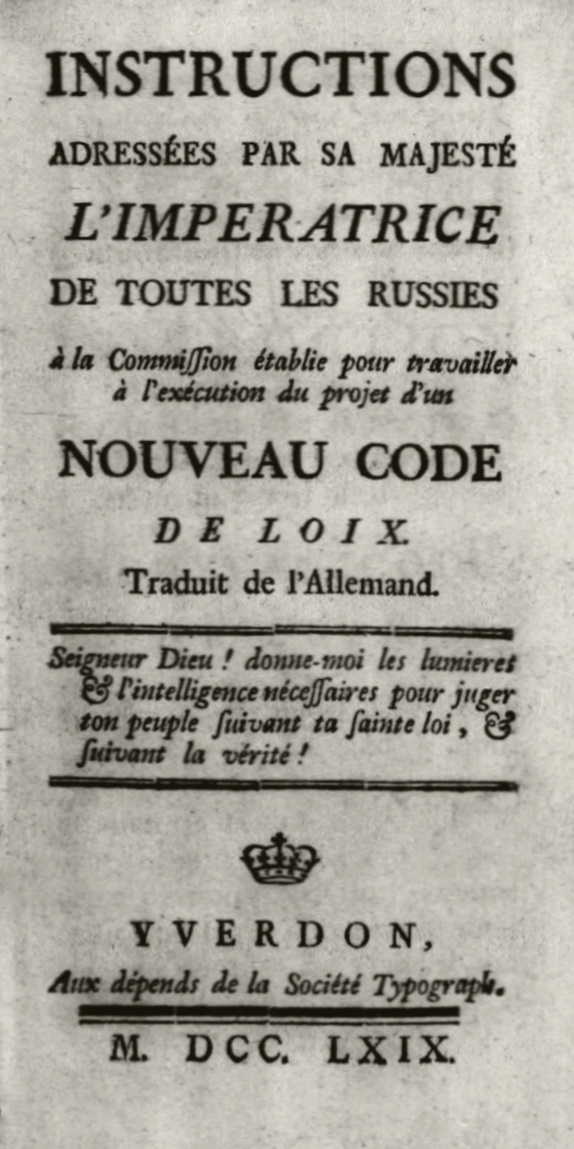
Istruzioni dell'imperatrice alla commissione chiamata a elaborare il nuovo codice di leggi

Facendo riferimento agli scritti di Cesare Beccaria e Montesquieu, Caterina redasse un documento di riforma del sistema giudiziario. La commissione legislativa, a onta del nome, aveva un ruolo consultivo e propositivo, senza potere alcuno. Il suo scopo avrebbe dovuto essere quello di mettere in evidenza i problemi, proponendo soluzioni. La commissione, che rappresentava tutte le classi sociali tranne i servi della gleba (la maggioranza della popolazione), fu sciolta prima che avesse concluso i lavori, probabilmente in seguito a una svolta conservatrice nella sua politica e, soprattutto, a causa dello scoppio della guerra contro l'Impero Ottomano.
Caterina riorganizzò l'amministrazione dei gubernii, i governatorati, conferendo loro un grande potere sulle zone rurali nella prevenzione delle rivolte contadine. Questo processo fu completato entro il 1775. La riforma creò province e distretti, che erano maggiormente gestibili rispetto ai governatorati.
Nel 1785 Caterina pubblicò un editto che riconobbe alla piccola nobiltà il diritto di presentare petizioni al trono, liberò i nobili dai servizi obbligatori e dalle tasse, rese ereditaria la nobiltà e concesse ai nobili il pieno controllo sui servi della gleba che vivevano sulle loro terre. Caterina donò terre della corona site in Ucraina ai nobili più fedeli, dotandole anche di servi della gleba. Incoraggiò la colonizzazione dell'Alaska e di altre aree di recente conquista.
L'unico settore nel quale l'ispirazione illuminista influì sull'opera di Caterina II fu quello dell'educazione e dell'assistenza sanitaria: case di educazione furono istituite a Mosca e a Pietroburgo, mentre nei capoluoghi furono aperte scuole anche per gli adulti, si costruirono nuovi ospedali e le città furono obbligate a provvedersi di medici e di farmacie.

##### I servi della gleba

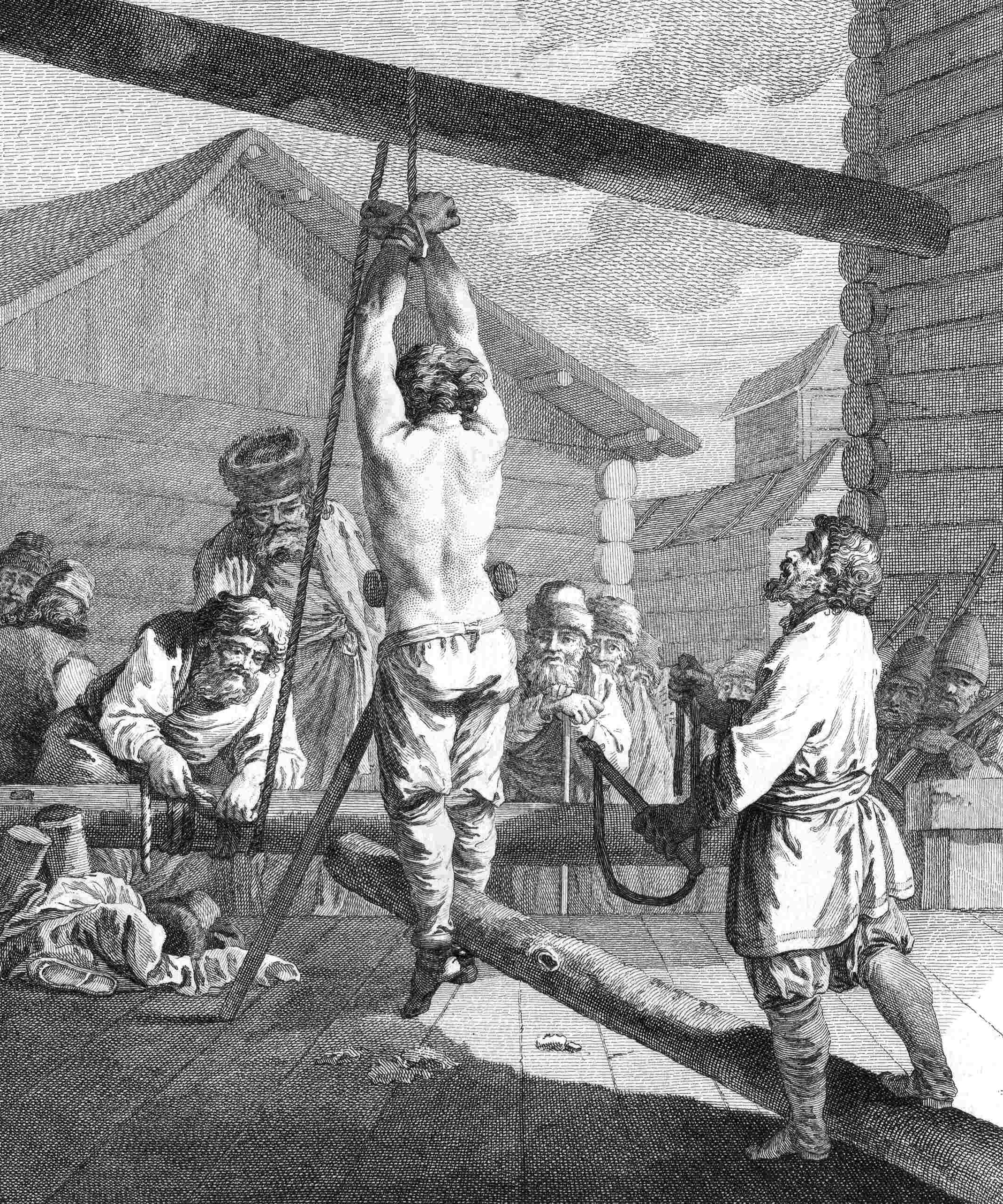
La punizione di un servo della gleba frustato con lo knout

All'epoca del regno di Caterina, la servitù della gleba era un fatto ancora profondamente presente nella società russa, un elemento che strideva fortemente con il carattere illuministico e riformistico della sovrana.
Secondo un calcolo eseguito nel 1762, Caterina era proprietaria personalmente di 500 000 servi della gleba. Altri 2 800 000 servi della gleba erano di proprietà dello stato russo.
I proprietari terrieri del resto avevano propri servi che erano legati a doppio filo alla terra che coltivavano. I figli dei servi della gleba nascevano in tale condizione ed erano costretti a lavorare la terra come i loro genitori. I loro diritti erano molto limitati, ma non erano proprio degli schiavi. Se lo stato non permetteva loro tecnicamente di avere dei possedimenti, alcuni servi della gleba furono in grado di accumulare una fortuna sufficiente da pagare per la loro liberazione. Divenire servi della gleba poteva essere anche una scelta: rinunciando alla propria libertà nelle mani di un proprietario terriero, si poteva godere della sua protezione e del suo supporto in tempi duri. Inoltre, il servo della gleba avrebbe ricevuto della terra da coltivare, di cui una parte sarebbe dovuta spettare al padrone e una parte andava al proprio sostentamento. Questi accordi erano stabiliti per legge e dovevano essere rispettati da servi e padroni. Caterina, che si trovò a regnare all'epoca, sostenne tale sistema sostanzialmente non mutandolo: così l'aveva ereditato e così esso rimase negli anni a venire sino alla sua abolizione.
Caterina compì alcune piccole riforme anche nel campo della servitù della gleba, concedendo ai servi la possibilità di fare valere i loro diritti se il loro padrone avesse ecceduto quanto disposto dalla legge russa in materia. Malgrado questa apertura, la sovrana stabilì che ai servi della gleba non fosse più consentito di appellarsi direttamente allo zar per fare valere i propri diritti, con l'intento di non volersi porre in mezzo alle contese tra servi e nobili locali, per non favorire l'una o l'altra parte. Con questo atto, sebbene non intenzionalmente, ella riconobbe ai servi della gleba uno status burocratico che in precedenza era mancato. Alcuni di essi furono in grado di sfruttare questo loro nuovo status a loro vantaggio: un servo, per esempio, che si trovasse nella propria condizione illegalmente (per esempio se detenuto da un non nobile), poteva farsi valere.
Malgrado ciò i diritti della servitù della gleba continuarono a essere molto limitati. Un proprietario terriero poteva continuare a punire i propri servi a propria discrezione e con Caterina la Grande i padroni ottennero anche il diritto di inviare i propri servi ai lavori forzati in Siberia, punizione normalmente riservata ai criminali recidivi. L'unica cosa che un padrone non poteva fare era uccidere un proprio servo, perché in fin dei conti la vita di un servo apparteneva allo stato. Caterina, contraddicendo la propria legislazione in materia, continuò comunque ad accogliere le richieste provenienti dai servi e si occupò dei casi di abusi più gravi. Pur non essendo intenzionata a comunicare direttamente con i servi della gleba per ragioni di status sociale, eliminò comunque dei casi secondo i quali una persona poteva divenire servo della gleba, culminando nel manifesto del 17 marzo 1775, con il quale proibì ai servi già liberati di divenire nuovamente servi. Durante il suo regno, Caterina rinunciò a molti servi della gleba di proprietà dello stato, ma solo per "privatizzarli" a proprietari terrieri.
Caterina concesse ai servi della gleba la possibilità, sempre a discrezione dei loro padroni, di venire istruiti (anche all'estero) e di svolgere altri lavori che non fossero necessariamente legati alla terra agricola. Solo in questi casi citati un servo della gleba poteva abbandonare legittimamente i campi affidatigli.

###### Atteggiamento dei servi della gleba verso Caterina

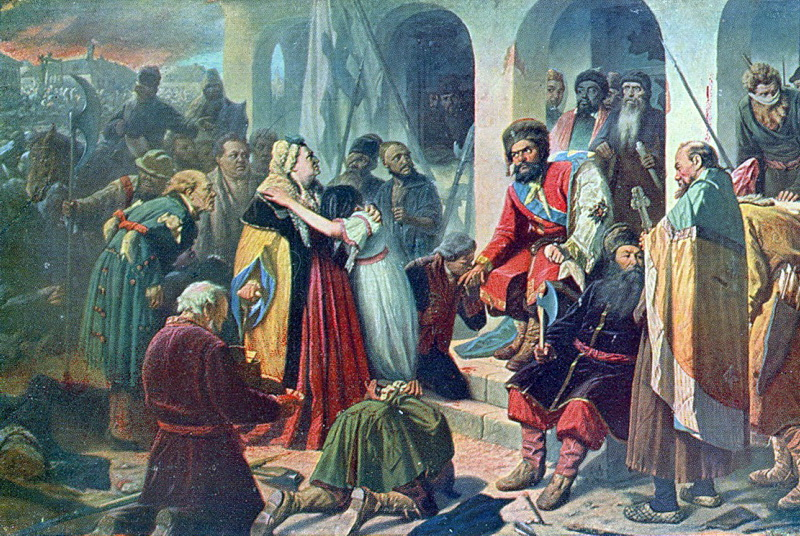
La ribellione di Pugačëv

L'atteggiamento tenuto dai servi della gleba nei confronti dei loro sovrani era stato storicamente contraddistinto da grande venerazione e rispetto.
Generalmente i servi della gleba consideravano i loro padroni come i "cattivi" corrotti e crudeli che impedivano loro di avere la libertà e di comunicare liberamente con il sovrano o che fraintendevano volontariamente i decreti imperiali. I servi della gleba in Russia all'epoca di Caterina, si dimostrarono sempre abbastanza guardinghi e sospettosi verso di lei, già dai primi giorni della sua ascesa: Caterina aveva infatti annullato l'atto con cui Pietro III aveva liberato i servi della gleba di proprietà della chiesa ortodossa. Ovviamente ai servi non piacque nemmeno il fatto che Caterina avesse deciso di non occuparsi più direttamente delle loro petizioni. Lontani dalla capitale, furono addirittura confusi dalle circostanze della sua improvvisa ascesa al trono.
I contadini, inoltre, furono scontenti durante il regno di Caterina per una serie di problematiche dovute a cattive annate nei campi, a epidemie (in particolare quella del 1771). I nobili, in risposta alle politiche liberali di Caterina, rafforzarono ulteriormente il loro atteggiamento verso i servi della gleba. Questo scontento generale portò alla cosiddetta Rivolta di Pugačëv del 1774. I servi della gleba seguirono in massa Pugačëv, un pretendente al trono che si spacciava per il legittimo zar, avvalendosi dello scontento generale nei confronti di Caterina e delle sue politiche per vantaggio personale; ma questa non fu l'unica volta che i servi della gleba russi si ribellarono al sovrano. Pugačëv disse ai servi della gleba in particolare di essere disposto ad aiutarli nella lor condizione, ascoltando i loro problemi, pregando per loro e agendo come un santo tra le genti, fatto che attrasse ancora più persone alla sua causa. La rivolta alla fine ebbe un esito fallimentare e Caterina ritirò ogni idea che aveva in mente di fare terminare definitivamente la servitù della gleba.

#### Politica estera

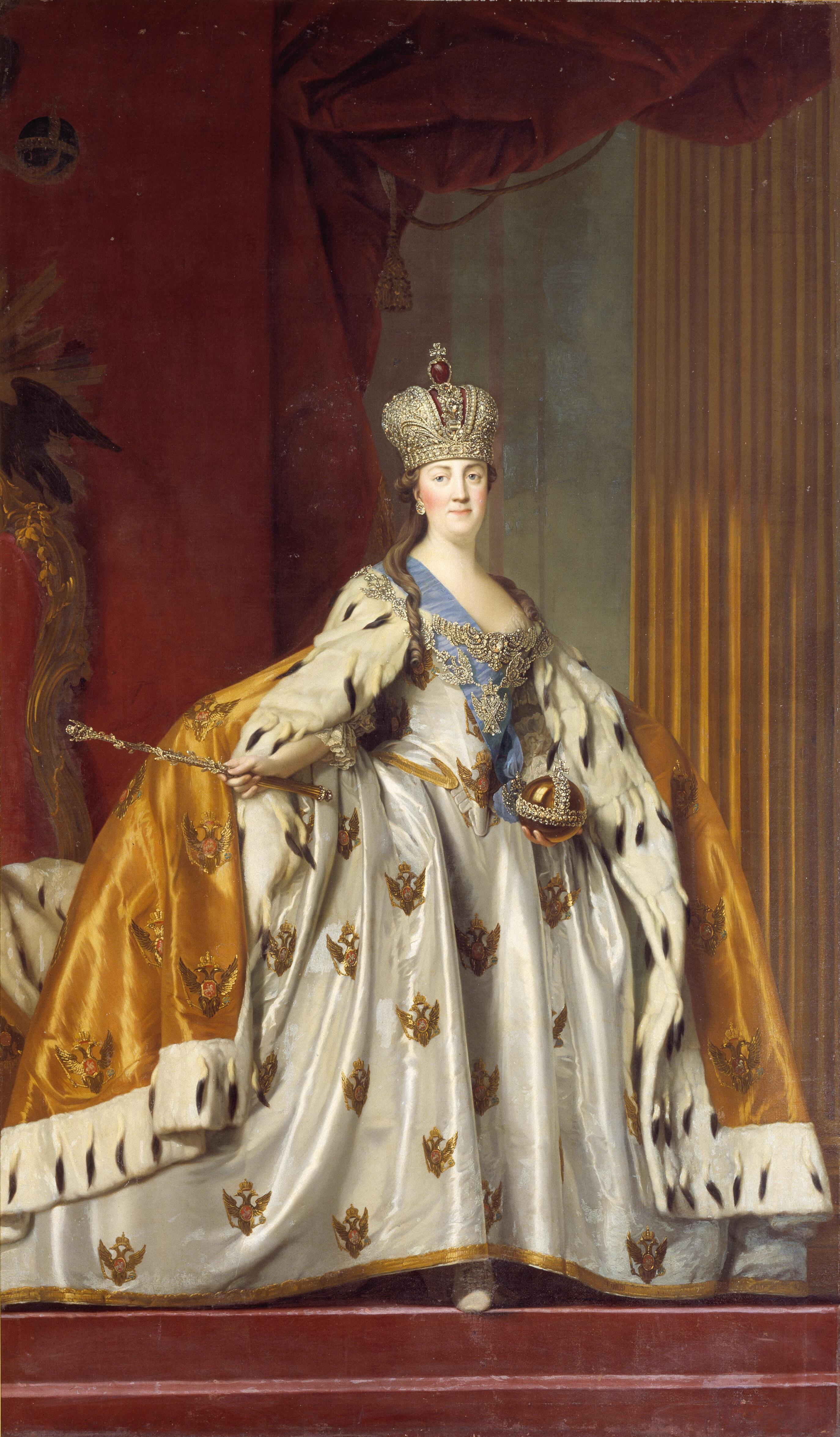
Caterina II con le insegne imperiali, Virgilius Eriksen (prima versione, 1767-68), Galleria d'arte nazionale, Copenaghen, Danimarca

Durante il suo regno, Caterina estese i confini dell'impero russo per 520000 km², assorbendo le regioni della Nuova Russia, della Crimea, del Caucaso settentrionale, della Riva destra ucraina, della Bielorussia, della Lituania e della Curlandia a spese, soprattutto, dell'Impero ottomano e della Confederazione polacco-lituana.
Il ministro degli esteri di Caterina, Nikita Panin (in carica dal 1763 al 1781), esercitò una considerevole influenza dall'inizio del suo regno sugli affari esteri della Russia dell'epoca. Dotato statista, Panin dedicò i propri sforzi e milioni di rubli a costruire un "accordo del nord" tra Russia, Prussia, Polonia e Svezia per contenere la potenza della lega borbonico-asburgica. Quando divenne chiaro che tale piano non poteva essere portato avanti, Panin cadde in disgrazia presso Caterina che lo sostituì con Ivan Osterman (in carica dal 1781 al 1797).
Caterina firmò un trattato commerciale con la Gran Bretagna nel 1766, ma non aprì a una piena alleanza militare con l'Inghilterra. Pur vedendo i benefici di un'alleanza con gli inglesi, la zarina vedeva con terrore l'accrescimento del potere della Gran Bretagna dopo la guerra dei sette anni e la sua minaccia di sbilanciare il delicato equilibrio dei poteri europei.

##### La spartizione della Polonia
Nel 1764 Caterina riuscì a fare nominare Stanislao Poniatowski, un suo ex amante, quale nuovo sovrano al trono di Polonia.
Anche se l'idea di dividere la Polonia era venuta a Federico II di Prussia, Caterina ebbe un ruolo fondamentale in questo atto importante non solo per la storia della Polonia, ma anche della Russia e dell'Europa dell'epoca. Nel 1768 la zarina divenne formalmente la protettrice della Confederazione polacco-lituana, fatto che provocò delle rivolte anti-russe in Polonia, nella confederazione di Bar (1768-72). Dopo la repressione delle rivolte, la zarina decise di intraprendere la riforma della Rzeczpospolita, un sistema di governo fortemente controllato dall'impero russo con un consiglio permanente sotto la supervisione dei suoi ambasciatori in loco.
Dopo la rivoluzione francese del 1789, Caterina rigettò molti dei principi dell'illuminismo verso i quali un tempo si era mostrata tanto favorevole, diventando la portabandiera dell'assolutismo e passando a una politica decisamente reazionaria. Spaventata dal fatto che la costituzione polacca di maggio (1791) potesse portare a nuove rivolte nei territori della confederazione polacco-lituana e al crescere di movimenti democratici che avrebbero potuto sicuramente danneggiare non solo la Russia ma anche altre potenze europee, Caterina decise di intervenire direttamente in Polonia: appoggiò un gruppo anti-riformista noto come confederazione di Targowica. Dopo avere sconfitto i nazionalisti polacchi nella guerra russo-polacca del 1792 e avere represso l'insurrezione di Kościuszko (1794) la Russia completò la spartizione della Polonia, dividendo ciò che restava della nazione con Prussia e Austria (1795).

##### Le guerre russo-turche
Seguendo le imprese delineate sulla carta da Pietro III lungo le coste del Mar Nero, Caterina rese la Russia potenza dominante nel Medio Oriente dopo la guerra russo-turca del 1768 - 1774. Il suo obiettivo era la spartizione dell'Impero Ottomano tra le potenze europee, seguendo lo schema usato per la Polonia, ma questa volta la sua politica non ottenne il successo sperato. Grazie alle indubbie doti del suo nuovo amante, Grigorij Aleksandrovič Potëmkin (già messosi in luce nel reprimere la rivolta di Pugačëv), riuscì ad annettere alla Russia la Crimea nel 1783, solamente nove anni dopo che questa aveva ottenuto l'indipendenza dall'Impero Ottomano come risultato della guerra russo-turca del 1768 - 1774. Questa annessione fu una delle ragioni che spinsero l'Impero Ottomano a dare inizio a una nuova guerra, che durò dal 1787 al 1792 e terminò con il trattato di Iași, nel quale trovarono legittimazione le pretese russe sulla Crimea.

##### La guerra russo-persiana

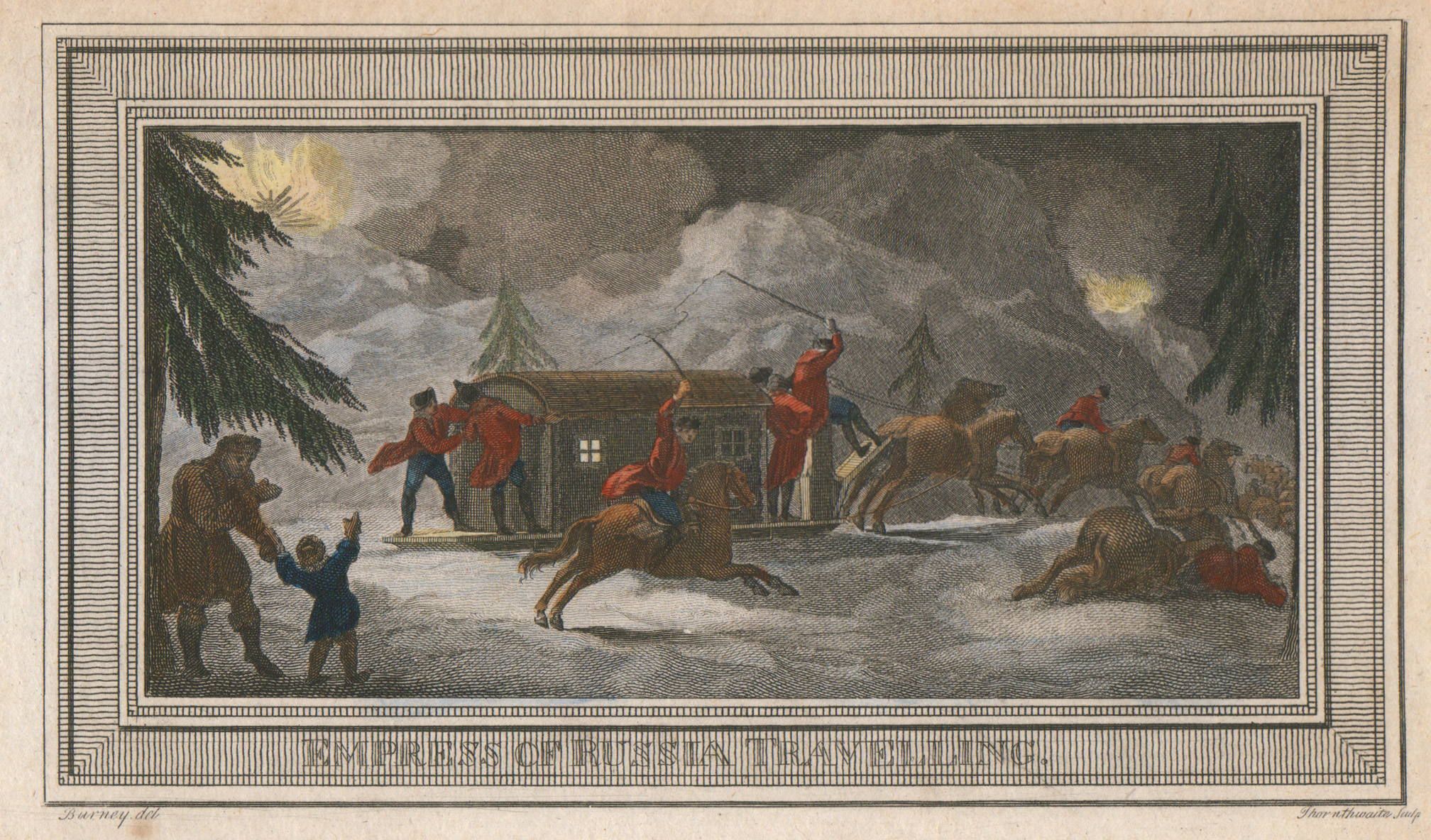
La zarina russa in viaggio. Dipinto di Burney

Con il Trattato di Georgievsk (1783) la Russia si accordò per proteggere la Georgia contro ogni possibile invasione esterna, in particolare da parte dei sovrani persiani. Caterina intraprese una nuova guerra contro la Persia nel 1796 dopo che questa nazione, sotto la guida del nuovo sovrano Agha Mohammad Khan, aveva invaso la Georgia e l'aveva occupata nel 1795 a seguito della Battaglia di Krtsanisi, espellendovi l'intera guarnigione da poco posta dalla Russia nel Caucaso settentrionale. L'idea dei russi era quindi quella di sostituire lo scià di Persia con il suo fratellastro, Morteza Qoli Khan, il quale, contrario alle politiche del fratello, si era esiliato in Russia e aveva dimostrato atteggiamenti favorevoli all'impero.
Ci si aspettava che il contingente di 13 000 uomini da inviare contro la Persia fosse affidato al già navigato generale Ivan Gudovich, ma la zarina seguì il consiglio del suo amante dell'epoca, il principe Zubov, e concesse il comando a suo fratello minore, il giovane conte Valerian Zubov. Le truppe russe lasciarono Kizljar nell'aprile del 1796 e assaltarono la fortezza chiave di Derbent il 10 maggio. L'evento venne glorificato dal poeta di corte Deržavin in una sua famosa ode.
A metà giugno, le truppe del principe Zubov riuscirono a conquistare senza eccessiva resistenza gran parte del territorio dell'attuale Azerbaigian, incluse tre città principali (Baku, Shemakha e Ganja). A novembre i soldati si trovavano alla confluenza dei fiumi Araks e Kura, ponendo quindi l'attacco all'entroterra dell'Iran. In quel mese, la zarina di Russia morì e il suo successore, Paolo, che detestava gli Zubov e la loro influenza sull'esercito, ordinò alle truppe di rientrare in Russia. Questo evento risultò frustrante per gli Zubov e per altri ufficiali che avevano preso parte alla campagna militare: molti di loro furono tra i cospiratori che organizzarono l'assassinio di Paolo cinque anni dopo.

##### Le relazioni con le potenze europee

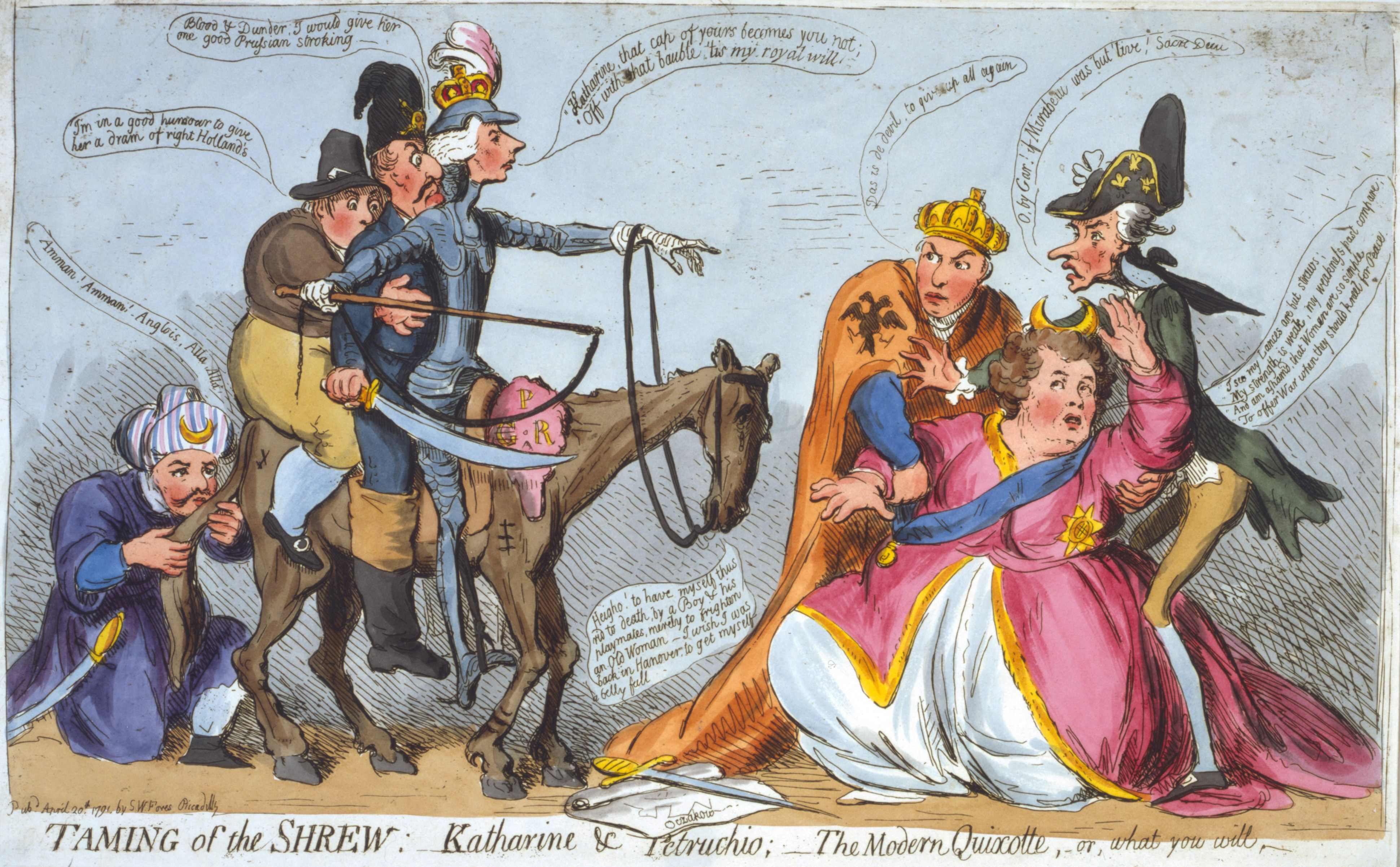
Caricatura inglese del 1791 che mostra il tentativo di mediazione tra Caterina (a destra, supportata da Austria e Francia) e la Turchia

Caterina si guadagnò negli anni del suo regno la fama di monarca illuminata, in particolare per il suo rapporto con le monarchie europee.
Sul teatro politico dell'Europa dell'epoca, infatti, Caterina giocò un importante ruolo, svolgendo la funzione di mediatrice durante la guerra di successione bavarese (1778 - 1779), combattuta tra Prussia e Austria. Nel 1780 formò una forza incaricata di difendere dalla Gran Bretagna le navi indipendentiste durante la rivoluzione americana.

###### La guerra con la Svezia
Dal 1788 al 1790 la Russia fu impegnata in una guerra contro la Svezia, in cui Caterina si trovò opposta al cugino Gustavo III. La guerra incominciò in seguito alle rivendicazioni svedesi sui territori del Baltico ceduti alla Russia nel 1720. Convinti di sconfiggere rapidamente gli avversari, gli svedesi subirono gravi perdite di uomini e di territori. Dopo l'ingresso in guerra della Danimarca, nel 1789, le cose si misero davvero male per gli svedesi, che inaspettatamente, però, riuscirono a passare all'offensiva nel 1790. L'azione culminò con la battaglia di Svensksund (oggi Ruotsinsalmi, in Finlandia), combattuta il 9 e 10 luglio 1790. La flotta russa, comandata dal principe di Nassau, forte di 32 vascelli di linea e duecento imbarcazioni d'appoggio, con 1.200 cannoni e 14 000 marinai, si scontrò con quella svedese comandata da Gustavo III in persona, composta di 200 navi tra linea e appoggio, 1 000 cannoni e 12 500 marinai.
I russi si trovarono subito in difficoltà a usare le artiglierie, a causa del mare agitato, problema che non avevano gli svedesi, le cui navi erano ancorate. Al termine della battaglia i russi avevano subito perdite da cinquanta a sessanta navi e 9 500 marinai. Gli svedesi persero solo sei navi, ma un numero di marinai tra 6 000 e 7 000. La guerra si concluse con un trattato firmato il 14 agosto 1790, che sancì il ritorno di tutti i territori contesi alle nazioni di origine.

##### Le relazioni con il Giappone
Nell'estremo oriente i commerci della Russia erano bloccati fino ai possedimenti della Kamčatka e delle isole Curili, oltre i quali si aprivano gli inaccessibili territori del Giappone: questo spinse i russi a cercare di aprirsi al commercio con i giapponesi. Nel 1783, una tremenda tempesta spinse il capitano giapponese Daikokuya Kōdayū sulle rive delle Isole Aleutine, all'epoca territorio russo: le locali autorità russe lo aiutarono e il governo russo decise di sfruttare l'occasione per fare di Kōdayū un loro ambasciatore. Il 28 giugno 1791 Caterina concesse a Daikokuya un'udienza a Carskoe Selo e il 1° novembre anche un ricevimento, dove Daikokuya e i suoi marinai bevvero per la prima volta tè nero, sconosciuto nella loro patria. Successivamente, nel 1792, il governo russo inviò una missione commerciale in Giappone, guidata da Adam Laxman; lo shogunato Tokugawa ricevette la missione, ma i negoziati fallirono.

#### Economia e finanze

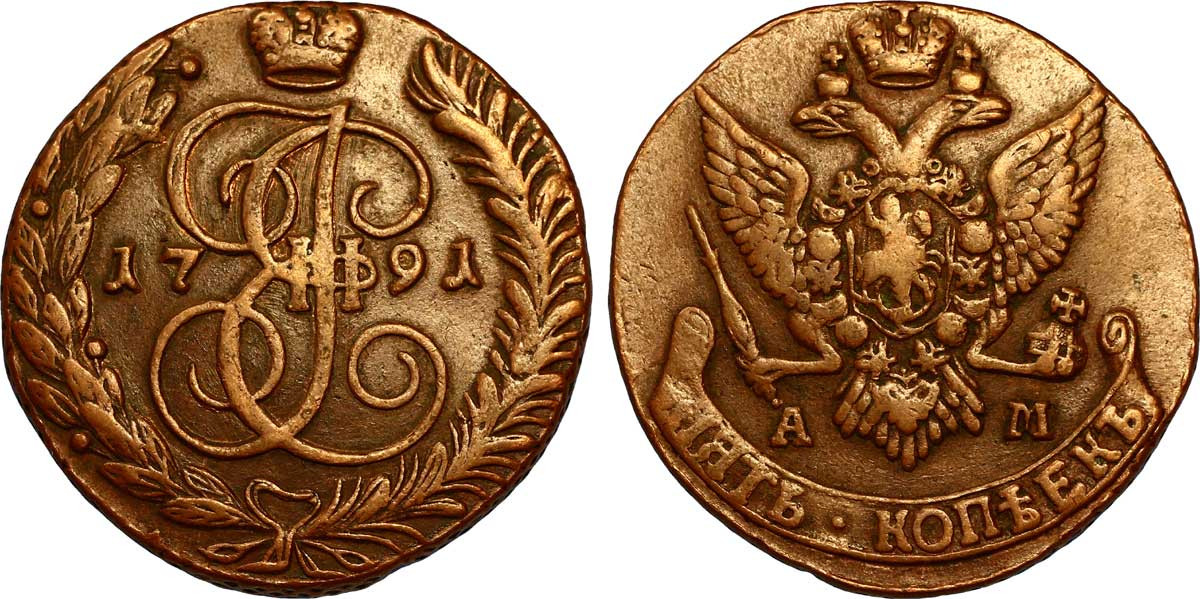
Una moneta da cinque copechi di Caterina II di Russia.

L'economia russa si sviluppò particolarmente sotto il regno di Caterina, raggiungendo gli standard dell'Europa occidentale. Lo storico Francois Cruzet scrisse a tal proposito che la Russia sotto Caterina:
Caterina incoraggiò notevolmente la migrazione dei tedeschi del Volga, contadini provenienti dalla Germania e perlopiù insediati nella regione del fiume Volga. Questi aiutarono la modernizzazione del settore agricolo che dominava totalmente l'economia russa, introducendo numerose innovazioni come per esempio i mulini per la produzione della farina, la coltura del tabacco, l'allevamento delle pecore e la manifattura su piccola scala.
Nel 1768 la prima banca di Stato fondata in Russia ottenne il permesso di coniare le prime banconote, e dopo la sede di Mosca vennero aperte altre filiali in altre città, in particolare in quelle sedi di governatorato. L'introduzione della carta moneta consentiva di battere l'inflazione che avevano ormai raggiunto vette notevoli, come pure vennero coniate delle pesanti e caratteristiche monete di rame coniate per evitare coniazioni in metalli preziosi. La necessità di introdurre la cartamoneta fu dovuta anche alle notevoli spese militari intraprese da Caterina che diminuirono notevolmente l'argento e l'oro nelle casse dello stato. I rubli di rame circolarono alla stregua dei pochi coniati in argento come due valute equivalenti. L'uso di questi particolari rubli proseguì sino al 1849.

#### Arti e cultura

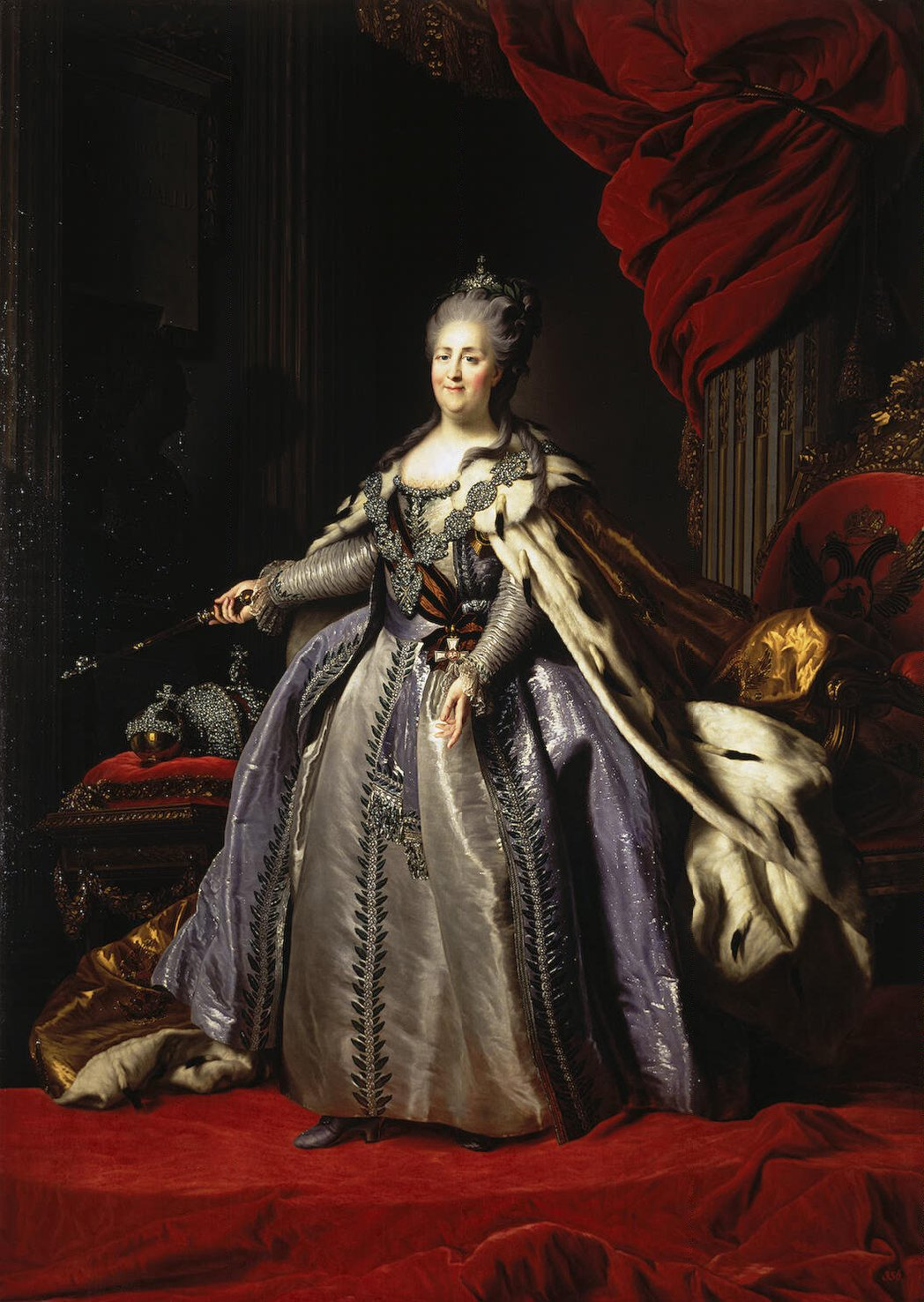
Alexander Roslin, Ritratto di Caterina II, anni 1780, olio su tela, 160×121 cm, Ermitage, San Pietroburgo

Caterina approvava l'Illuminismo e considerava sé stessa un filosofo sul trono, come Marco Aurelio o Federico II di Prussia. Fu conosciuta come una protettrice delle arti e della letteratura. Scrisse commedie, romanzi e memorie.
Tra le commedie opera di Caterina si ricordano L'ingannato e Lo stregone siberiano (in cui vi è un riferimento al Conte di Cagliostro), scritte sia con intenti didattici sia con intenzioni critiche nei confronti di ipotetici nemici, quali la massoneria.
Numerosi intellettuali e artisti beneficiarono della sua protezione, fra i quali Voltaire, Diderot e D'Alembert, tutti famosi enciclopedisti francesi, che in seguito consolidarono la sua reputazione nei loro scritti. Ospitò per un periodo Diderot in Russia, e acquistò anche la biblioteca del filosofo, che ne mantenne tuttavia l'uso vitalizio. In particolare, Caterina mantenne Diderot fino alla sua morte nel 1784 (nonostante lui ne avesse in seguito criticato il governo assoluto, definendola "dispotica" anche non necessariamente "tirannica", e avesse descritto la Russia come "un colosso dai piedi d'argilla"), inviandogli del denaro periodicamente e pagandogli l'affitto del sontuoso appartamento parigino di rue Richelieu, dove visse nel suo ultimo mese di vita; in seguito istituì una donazione di 1 000 rubli per la vedova Antoinette Champion e provvide economicamente anche alla figlia Angèlique e ai nipoti di Diderot.
Caterina riuscì a convincere il matematico Leonhard Euler a spostarsi da Berlino a San Pietroburgo. Anche Domenico Cimarosa, Tommaso Traetta e Giovanni Paisiello soggiornarono in periodi diversi alla corte dell'imperatrice.
Tuttavia, quando nel 1790 Aleksandr Radiščev pubblicò il suo Viaggio da San Pietroburgo a Mosca, preannunciante rivolte a causa delle deplorevoli condizioni sociali dei contadini e dei servi della gleba in netto contrasto con la realtà che veniva mostrata all'imperatrice dai Villaggi Potemkin, Caterina lo esiliò in Siberia.

##### Educazione e sistema scolastico
Caterina tenne sempre in grande considerazione la filosofia e la cultura europee, manifestando un aperto occidentalismo in contrasto alle spinte slavofile, e desiderò sempre circondarsi di persone di mentalità aperta in Russia. Ella credeva fermamente che fosse possibile creare anche in Russia una "nuova società" se si fosse riusciti a inculcare nei giovani l'educazione. Caterina credeva che l'educazione fosse l'unico metodo per fare emergere il popolo russo dalla sua arretratezza. Questo avrebbe comportato uno sviluppo dell'intelletto e della moralità intellettuali, instillando conoscenza e senso civico.

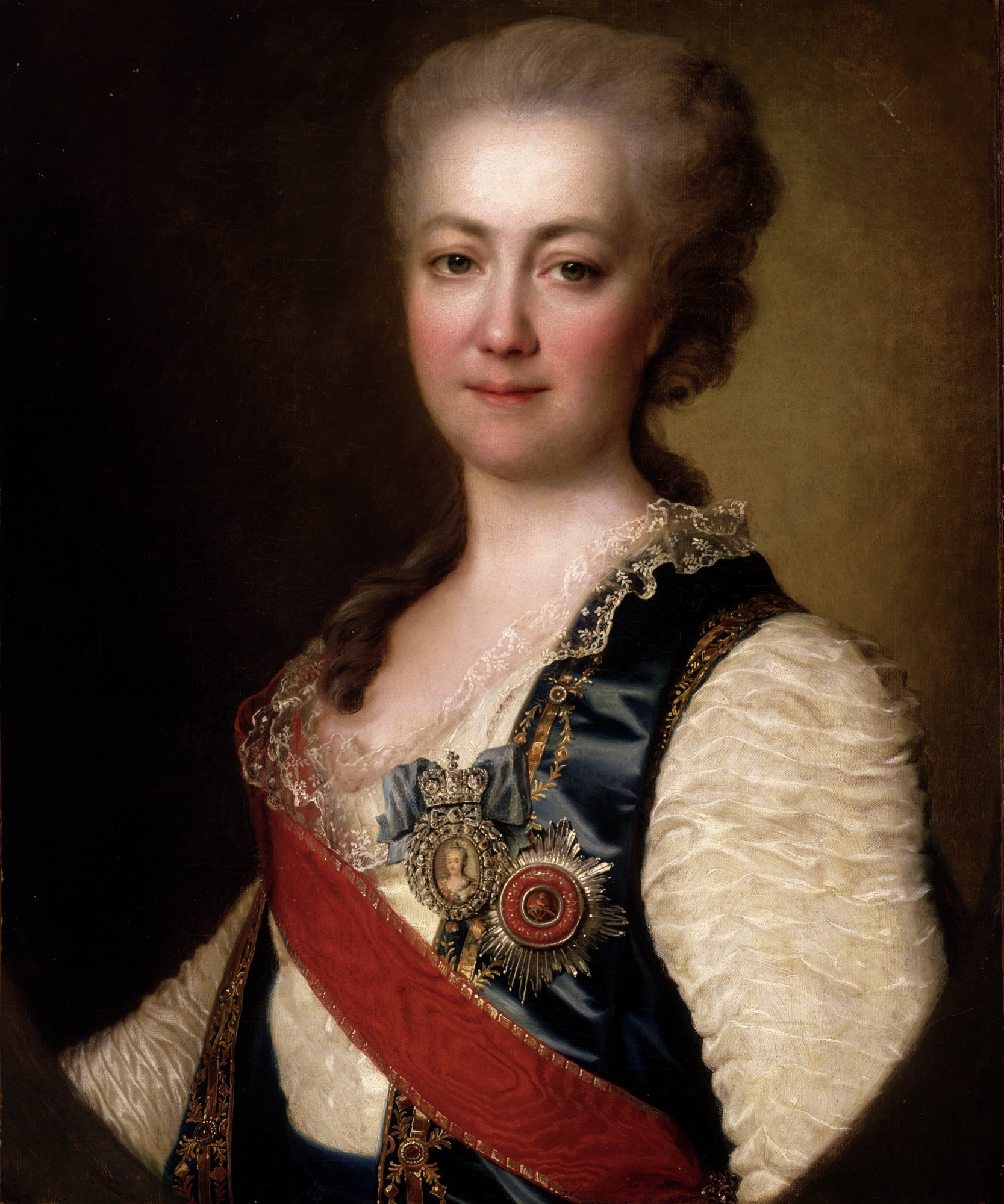
Yekaterina Vorontsova-Dashkova, una delle amiche più fidate della zarina Caterina e una delle principali figure dell'illuminismo russo

Caterina nominò Ivan Betskoy quale suo consigliere in materia di educazione nazionale. Attraverso di lui, la zarina fu in grado di raccogliere informazioni dalla Russia e da altri Paesi sulle istituzioni educative. Stabilì inoltre una commissione composta da T.N. Teplov, T. von Klingstedt, F.G. Dilthey, e dallo storico G. Muller. Consultò i pionieri dell'educazione britannica e in particolare il reverendo Daniel Dumaresq e il dottor John Brown. Nel 1764, invitò Dumaresq a portarsi in Russia e quindi lo nominò nella sua commissione educativa. La commissione studiò le riforme e i progetti proposti da I.I. Shuvalov sotto i regni di Elisabetta e Pietro III. Venne predisposto un nuovo sistema di educazione per tutti i sudditi russi di età compresa tra i cinque e i diciotto anni, esclusi i servi della gleba. La fondazione dell'orfanotrofio di Mosca fu il primo passo per migliorare l'educazione anche presso i più poveri, anche se molti dei piccoli ospiti della struttura non sopravviveva abbastanza da potere apprendere i fondamenti di un'educazione illuminista.

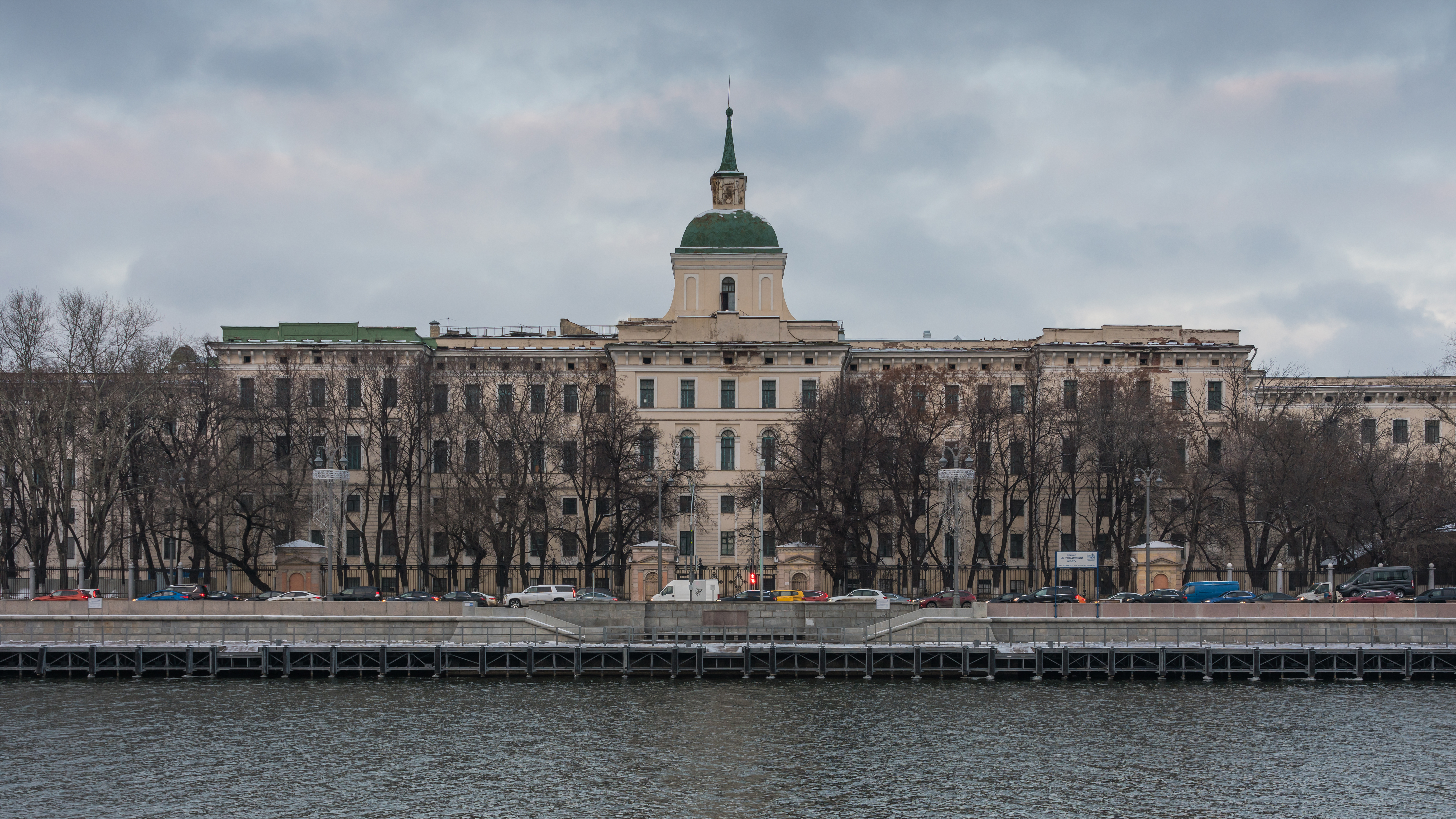
L'orfanotrofio di Mosca

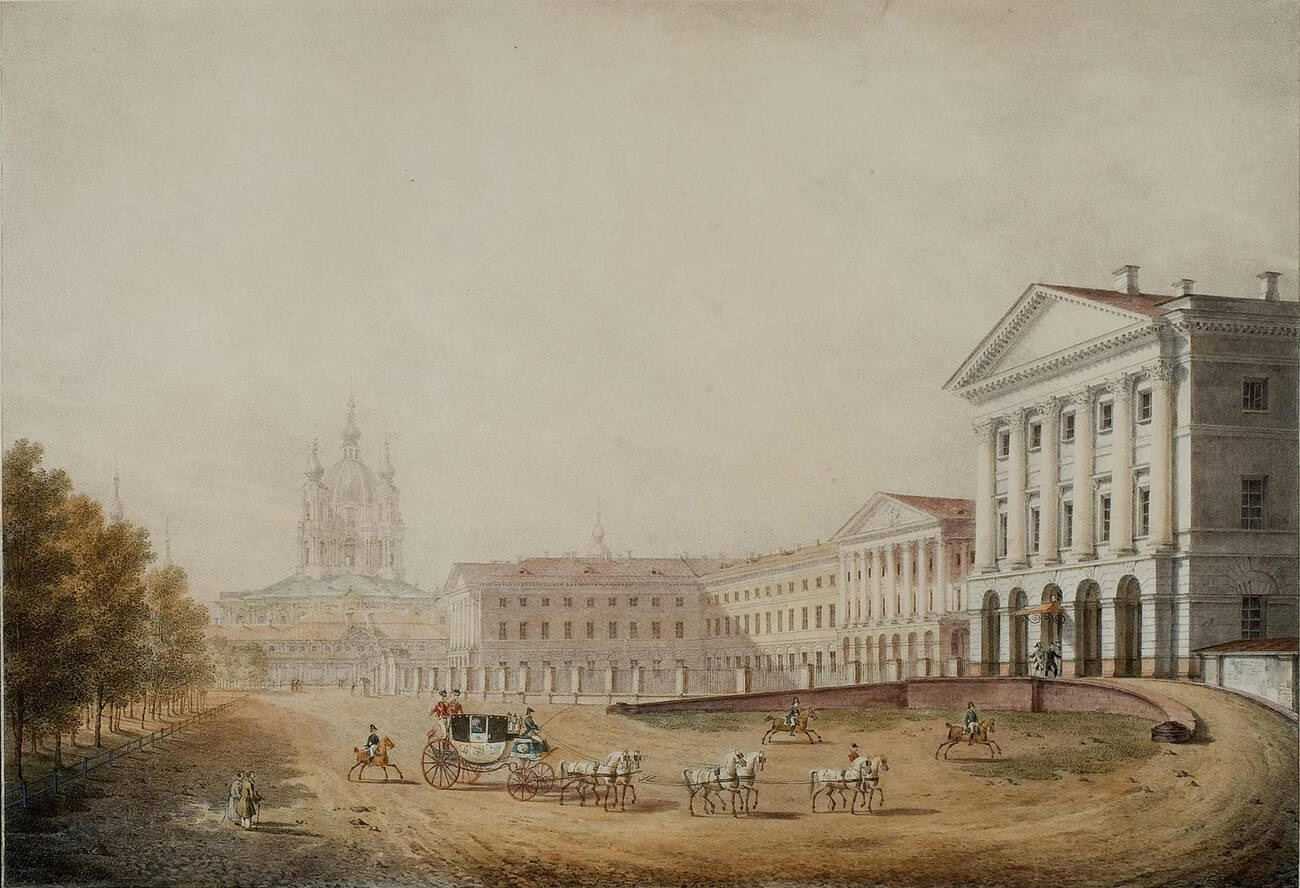
L'istituto Smolny, il primo istituto per nobili dame costituito in Russia sul modello europeo

Dopo breve tempo, sempre su suggerimento di Ivan Betskoy, la zarina scrisse un manuale per la gioventù traendo idee da John Locke, e fondando il famoso istituto Smolny nel 1764. In un primo momento l'istituto ammetteva solo ragazze di estrazione aristocratica ma poi iniziò ad accogliere anche borghesi. Le alunne dell'istituto erano spesso accusate di ignorare tutto ciò che si svolgeva al di fuori delle mura del collegio, ma in esso apprendevano impeccabilmente francese, musica e danza. La disciplina era un punto centrale del programma della scuola. Giochi e corse erano severamente proibiti e l'intero istituto era mantenuto al freddo perché si credeva che il troppo caldo avrebbe danneggiato lo sviluppo del corpo, come pure l'eccesso di gioco.
Nel 1768-1774 non vennero compiuti progressi sostanziali al sistema scolastico nazionale. Caterina continuò a svolgere indagini in teoria e in pratica in altri Paesi. Rimodellò per questo il corpo dei cadetti nel 1766, i quali avevano l'obbligo di formarsi come cadetti sino all'età di ventuno anni ed erano obbligati ora a studiare scienze, filosofia, etica, storia e diritto internazionale. Queste riforme influenzarono anche l'istruzione del corpo dei cadetti della marina come pure gli alunni delle scuole di ingegneria e artiglieria. Dopo la guerra e la sconfitta di Pugachev, Caterina affidò l'onere della gestione delle scuole alle diverse guberniya, suddivisioni provinciali dell'impero, rette da un governatore.
Nel 1782 Caterina tentò di costituire una nuova commissione per studiare nuovi metodi educativi per migliorare il sistema nazionale. Un sistema venne proposto dal matematico Franz Aepinus. Questi era molto favorevole all'adozione di un sistema tripartito sul modello austriaco diviso in scuole triviali, reali e normali per villaggi, città e capitali provinciali. Oltre a questa commissione, Caterina creò una commissione per la scuola nazionale sotto la guida di Pëtr Zavadovskij. Questa commissione venne incaricata di riorganizzare la rete scolastica su tutto il territorio imperiale, formando gli insegnanti e provvedendo i libri di testo necessari. Il 5 agosto 1786, venne infine promulgato lo Statuto per l'Educazione Nazionale dell'Impero russo. Lo statuto prevedeva due ordini scolastici - scuole primarie e scuole superiori - per ogni guberniya, aperte a tutte le classi libere (dunque non ai servi della gleba). Venne anche regolato il metodo di insegnamento tramite un'apposita guida fornita dal governo che forniva spunti non solo sui metodi di insegnamento, ma anche su come la materia dovesse essere insegnata, sul comportamento dell'insegnante e sulla gestione della scuola in generale.
Nel XIX secolo l'opera di Caterina in campo educativo venne criticata dai più in Russia per le grandi spese e i pochi risultati ottenuti all'epoca. Infatti gli ispettori inviati dalla zarina due anni dopo l'entrata in vigore del nuovo regolamento per l'istruzione nazionale, trovarono una scarsa risposta a questi decreti. La nobiltà, che pure spendeva per l'educazione dei propri figli parte del proprio patrimonio, preferiva fare educare i propri figli privatamente o in istituzioni più prestigiose di quelle fondate dallo stato. Per contro, la popolazione delle campagne spesso non poteva permettersi di studiare, dovendo lavorare nei campi. Si stima che gli alunni totali istruiti all'epoca nelle scuole di stato fosse di 62 000 unità per 549 istituzioni. Questo numero era infinitesimamente piccolo se paragonato alla grandezza totale della popolazione russa.

#### La religione

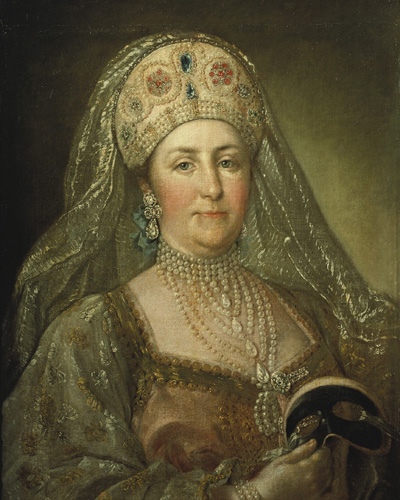
Caterina II nel tipico costume tradizionale russo

Per quanto Caterina appaia nella storiografia come devota ortodossa in realtà mostrò sempre una personale indifferenza per la religione nazionale, o perlomeno questa fu orientata a propri fini. La zarina infatti nazionalizzò tutte le terre della chiesa per pagare le spese di guerra, svuotando buona parte dei monasteri sul suolo imperiale e costringendo gran parte del clero a vivere della lavorazione della terra o di contributi richiesti per battesimi o altri sacramenti. Ben pochi membri dell'aristocrazia sotto il suo regno decisero di entrare nel mondo della chiesa, che divenne molto meno rilevante rispetto al passato.
Caterina promosse il cristianesimo nella sua ottica anti-ottomana e quindi anche anti-islamica, promuovendo la protezione dei cristiani all'estero, in particolare di quanti si trovavano nei territori ottomani. Pose delle ristrettezze ai cattolici (ukaz del 23 febbraio 1769), in particolare in Polonia, dopo la spartizione. La Russia di Caterina fornì asilo ai gesuiti che qui si riorganizzarono dopo la soppressione dell'ordine a Roma nel 1773.

##### I rapporti con l'islam
Caterina ebbe diversi approcci all'islam durante il suo regno. Tra il 1762 e il 1773 ai musulmani in Russia venne strettamente proibito di possedere schiavi di religione ortodossa, anzi vennero spesso spinti verso l'ortodossia con incentivi monetari. Caterina garantì inoltre pieni diritti e il pieno perdono a quei musulmani che decidevano di convertirsi alla religione ortodossa. La commissione legislativa del 1767 promise di tutelare anche i musulmani, ma poi de facto non lo fece. Molti contadini ortodossi, terrorizzati dall'idea di potere ricadere sotto padroni musulmani convertiti, bruciarono alcune moschee come segno del loro scontento verso le nuove riforme. Caterina scelse quindi di assimilare l'islam tra le religioni tollerate nello stato piuttosto che eliminarlo definitivamente (cosa peraltro impossibile nella grande Russia). Dopo l'Editto di Tolleranza di tutte le fedi del 1773, ai musulmani venne permesso di costruire moschee e praticare i loro riti, come pure il pellegrinaggio tradizionale a La Mecca, fatto in precedenza negato. Caterina istituì l'Assemblea spirituale musulmana di Orenburg per assistere le regioni a prevalenza di musulmani nella gestione degli affari religiosi, provvedendo adeguata istruzione ai mullah locali.
Nel 1785 Caterina approvò la costruzione di nuove moschee e nuovi villaggi a prevalenza musulmana. Questo fu un altro tentativo di organizzare e controllare passivamente le periferie del suo territorio. Con la costruzione di insediamenti con moschee, infatti, Caterina riuscì nell'intento di fare insediare stabilmente diverse popolazioni che prima erano unicamente nomadi e che abitavano le campagne della Russia meridionale. Nel 1786, assimilò il sistema scolastico islamico a quello pubblico russo, regolandolo così con norme decise dal governo.

##### Ebraismo
La Russia trattò gli ebrei come un'entità separata, con un proprio sistema burocratico e legale. Anche se il governo era conscio dell'esistenza dell'ebraismo nel territorio nazionale, Caterina e i suoi consiglieri avevano ben poche conoscenze al riguardo nei primi anni di regno della zarina. L'ebraismo in Russia contava un numero davvero esiguo se non irrilevante di persone sino al 1772. Quando Caterina spartì la Polonia la prima volta, molti ebrei passarono nel territorio russo e pertanto il governo dovette prendere coscienza della loro esistenza come religione separata dal resto della popolazione. Malgrado queste liberalità, agli ebrei erano imposte alcune restrizioni come per esempio il pagamento di una tassa supplementare; se una famiglia si convertiva alla fede ortodossa, questa tassa veniva tolta. Agli ebrei convertiti era permesso di entrare nelle congregazioni mercantili e di coltivare la terra come contadini liberi.
Nel tentativo di assimilare gli ebrei nell'economia russa, Caterina li incluse nelle leggi della Carta delle Città del 1782. I russi ortodossi non apprezzarono l'inclusione degli ebrei, in particolare per ragioni economiche e di concorrenza. Caterina tentò di mantenere lontani gli ebrei da alcune sfere economiche, pur dietro la maschera di un'apparente uguaglianza assoluta; nel 1790, bandì i cittadini ebrei dalla borghesia moscovita.
Nel 1785 Caterina dichiarò gli ebrei ufficialmente stranieri, con i diritti concessi agli stranieri. Questo negava de facto agli ebrei anche i diritti di tutti i cittadini naturalizzati russi. Le tasse per gli ebrei raddoppiarono ancora e questo peggiorò i rapporti tra ebrei russi e non ebrei sul finire del suo regno.

##### Russi ortodossi

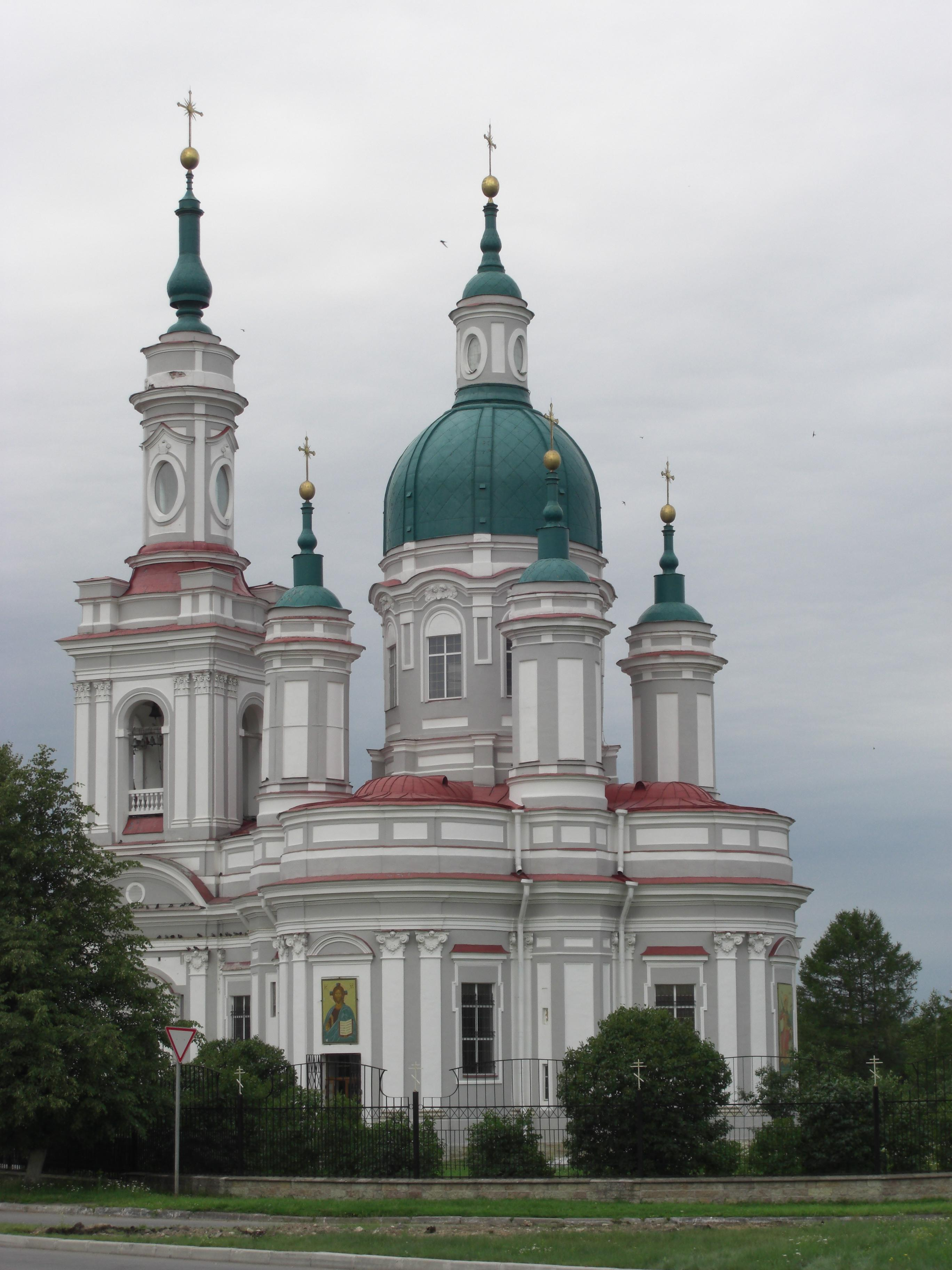
La cattedrale di Santa Caterina a Kingisepp, chiaro esempio di architettura religiosa russa tardo-barocca

Per molti versi la chiesa ortodossa non se la passava meglio delle altre religioni sotto il regno di Caterina. Sotto la sua guida, completò ciò che Pietro III aveva iniziato: le terre della chiesa vennero espropriate e i conti di monasteri e vescovati vennero controllati dal Collegio d'Economia. Donazioni provenienti dallo stato andarono a rimpiazzare le terre perdute, anche se spesso queste donazioni erano di molto inferiori rispetto ai beni perduti a vantaggio dello stato. Caterina chiuse 569 dei 954 monasteri presenti in Russia all'epoca e solo 161 ottennero dei finanziamenti da parte del governo. In totale alla chiesa ortodossa vennero rifusi solo 400 000 rubli. Mentre altre religioni (come l'islam) ricevettero l'invito a entrare a fare parte della commissione legislativa dello stato, il clero ortodosso non ottenne alcun seggio. In generale la chiesa russa ebbe molta meno influenza politica che sotto i predecessori di Caterina.
Nel 1762, per aiutare la chiesa ortodossa a risolvere i suoi conflitti con il gruppo dei tradizionalisti chiamati "Vecchi credenti", Caterina sottoscrisse un atto che prevedeva che i vecchi credenti potessero praticare la loro fede apertamente senza interferenze. Invocando la tolleranza religiosa, la zarina intendeva in realtà richiamare i vecchi credenti alla chiesa di stato. Quando questi si rifiutarono di aderire alle prescrizioni dello stato, nel 1764, l'imperatrice ne fece deportare 20 000 in Siberia per colpa della loro fede religiosa. Negli ultimi anni, Caterina cambiò nuovamente il suo programma di tolleranza: i vecchi credenti ottennero di essere eletti nei municipi dopo la Carta Urbana del 1785, promettendo libertà religiosa a quanti avessero voluto trasferirsi in Russia.
L'educazione religiosa venne rivista in particolare. In un primo momento la zarina tentò semplicemente di riformare gli studi del clero, proponendo una riforma sulle scuole religiose. Questa riforma si spinse anche oltre. Dal 1786, Caterina escluse tutte le religioni dai programmi scolastici a favore di un'educazione laica. Separando gli interessi pubblici da quelli della chiesa, Caterina iniziò un processo di secolarizzazione della società russa. Trasformò il clero da un gruppo ricco e potente a una comunità segregata e fortemente dipendente dallo stato per la propria stessa sopravvivenza.

### Gli ultimi mesi e la morte

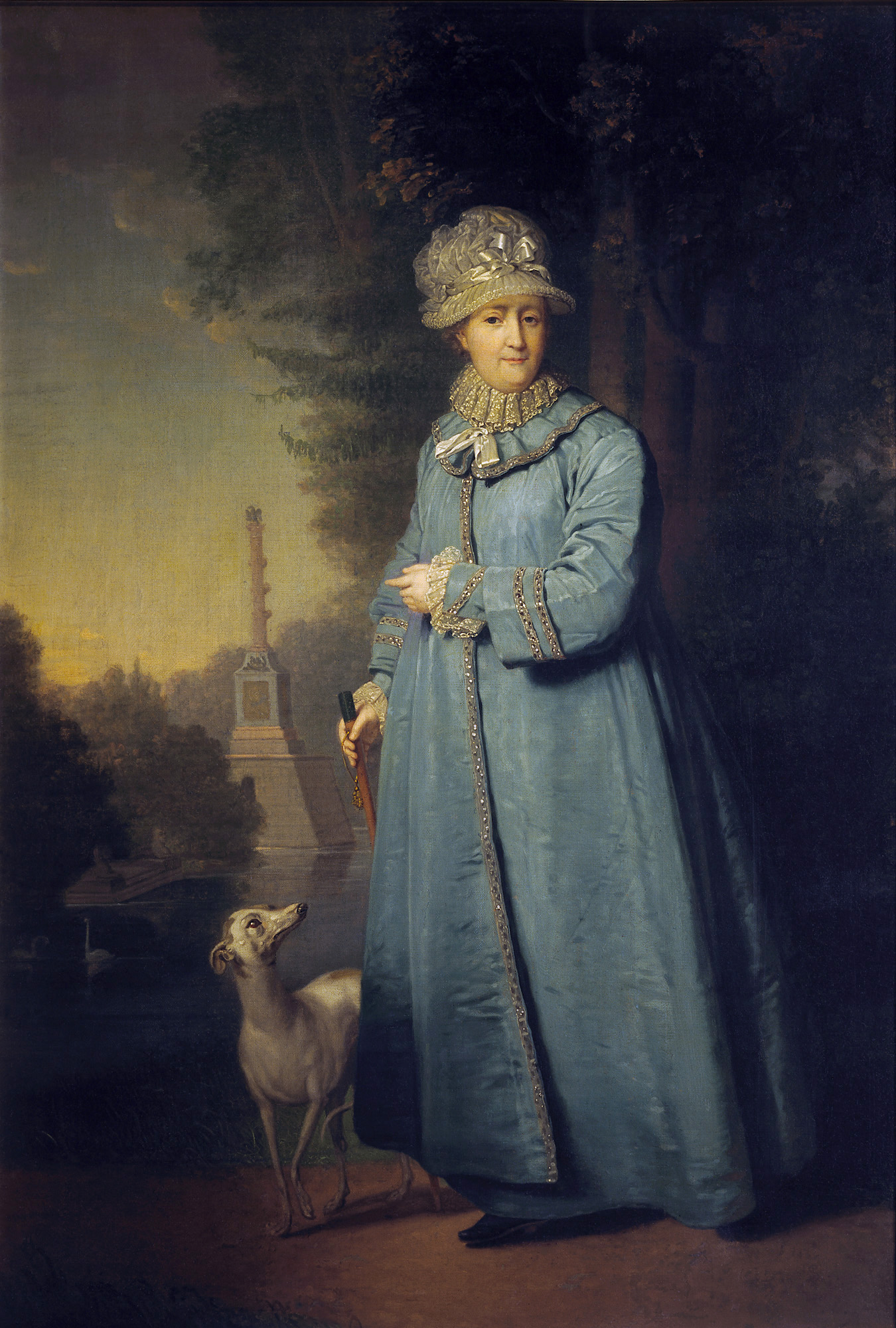
Ritratto di Caterina nel 1794 a 65 anni, con la colonna di Chesme sullo sfondo

Anche se il regno di Caterina fu segnato da notevoli successi personali, la sovrana subì due fallimenti di notevole portata. Suo cugino, il re Gustavo IV Adolfo, le fece visita nel settembre del 1796, dal momento che sarebbe stata volontà dell'imperatrice che una sua pronipote, Alessandra, divenisse per matrimonio regina di Svezia. Venne dato un ballo alla corte imperiale l'11 settembre nel quale si sarebbe dovuto dare l'annuncio del fidanzamento. Gustavo Adolfo, seppur deliziato dalla giovane, si opponeva strenuamente al fatto che ella non si sarebbe mai convertita al luteranesimo e pertanto, temendo rimostranze in patria, si rifiutò di presenziare all'evento, ripartendo per Stoccolma. Caterina si dimostrò particolarmente irritata da questo fatto, al punto che la sua salute in età già avanzata ne risentì pesantemente. Si riprese poco dopo e iniziò a pianificare altri progetti con il suo nipote prediletto, Alessandro, al quale intendeva cedere il trono dopo la sua morte, escludendo di fatto suo figlio Paolo dalla successione, ma morì prima di completare queste operazioni.
Il 16 novembre Caterina si alzò la mattina e bevve come sempre il suo caffè, dedicandosi come di routine alla sua corrispondenza e ai suoi studi. La sua dama di compagnia, Marija Perekusichina, aveva chiesto alla zarina se aveva dormito bene e Caterina disse di non avere dormito così bene da molto tempo. Poco dopo le 9:00, Caterina si portò nel suo gabinetto privato e venne colpita da un ictus.
Il suo attendente, Zakhar Zotov, preoccupato per il ritardo nell'arrivo di Caterina, aprì la porta e la scoprì al suolo. Il suo volto era violaceo, il polso era debole e il respiro era rantolante. Le cameriere di stanza sollevarono Caterina dal pavimento e la portarono nella sua stanza. Quarantacinque minuti dopo il protomedico di corte, lo scozzese dottor John Rogerson, giunse e determinò che la sovrana aveva avuto un colpo apoplettico. Malgrado i tentativi di salvarla l'imperatrice cadde in coma da cui non si riprese più. Caterina ottenne l'estrema unzione e morì quella sera stessa, alle 21:45. L'autopsia eseguita sul suo corpo il giorno seguente confermò la causa del decesso per un'emorragia cerebrale.
Dopo la sua morte iniziarono a circolare delle leggende sulla morte di Caterina, e in particolare per il modo con cui la zarina era morta. Secondo una leggenda denigratoria dell'epoca la sovrana era morta dopo avere avuto un rapporto sessuale con un cavallo, fatto non vero ma che combinava nella mente di molti il noto appetito sessuale della sovrana e il suo amore per i cavalli.

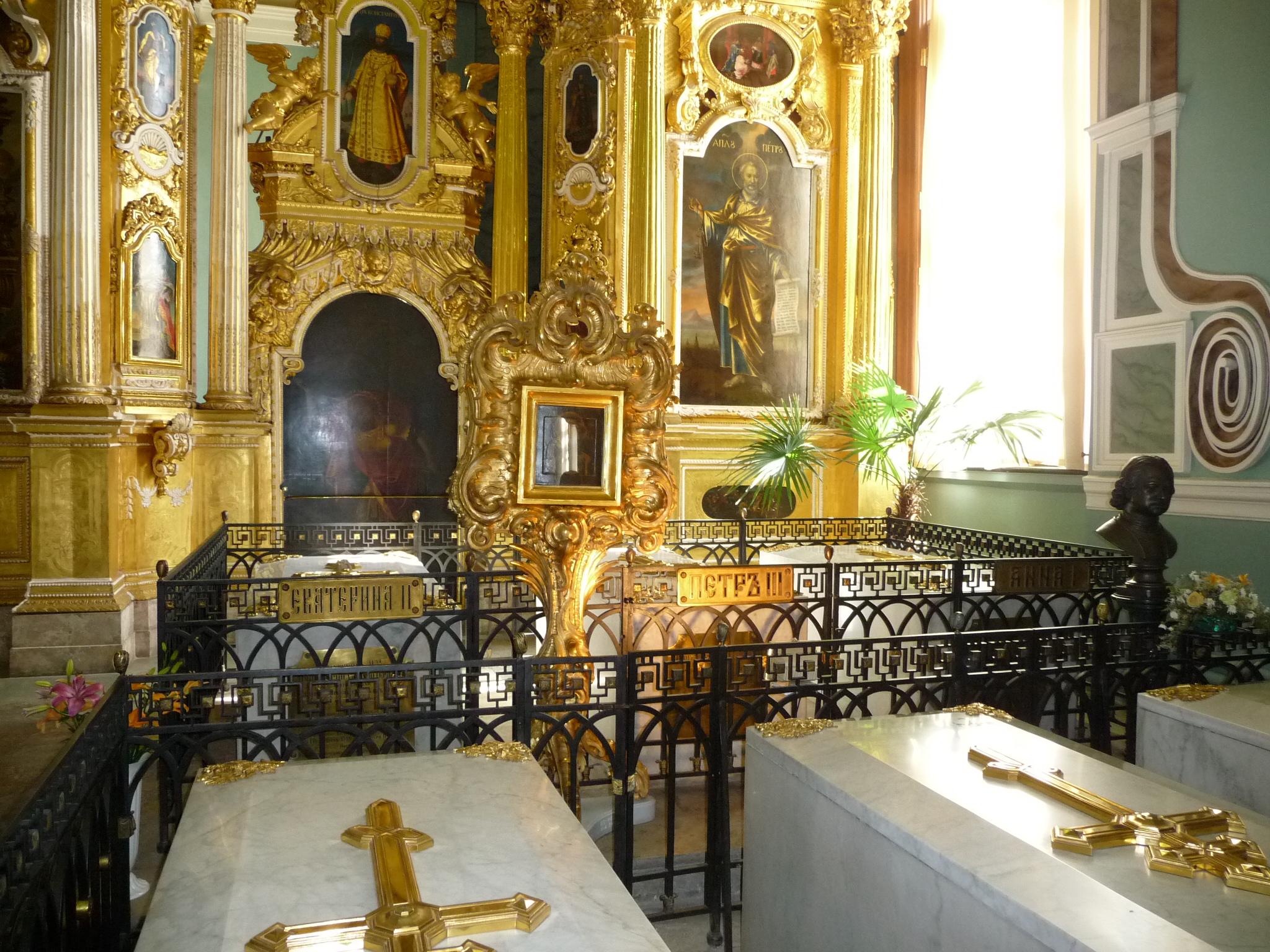
Cattedrale dei Santi Pietro e Paolo (San Pietroburgo): i sarcofaghi di Caterina II e di Pietro III

All'inizio del 1792 venne trovato dal suo segretario personale, Aleksandr Vasilievič Chrapovickij il testamento della sovrana, non datato, che giaceva tra le sue carte. Questo dava specifiche istruzioni in caso di sua morte: "Che il mio corpo sia vestito di bianco, con una corona d'oro sulla mia testa, sulla quale vi sia inscritto il mio nome. Che il lutto sia tenuto da tutti per sei mesi e non un giorno di più: meno è meglio.". Come da sua volontà la sovrana venne preparata in tal maniera per il funerale. Il 25 novembre la bara, riccamente decorata, venne posta nella Gran Galleria del palazzo che funse da camera ardente, su un catafalco appositamente disegnato per l'occasione dall'architetto di corte, l'italiano Antonio Rinaldi. Secondo Élisabeth Vigée Le Brun: "Il corpo dell'imperatrice rimase nella camera ardente per sei settimane in una sala magnificamente decorata del castello, guardato giorno e notte. Caterina venne sepolta con una cerimonia alla quale presero parte i rappresentanti di tutte le città della Russia. Quando venne composta nella bara, il suo volto venne lasciato scoperto come pure una mano. Le dame di corte fecero a turno a baciarle quella mano, o almeno finsero di farlo". Caterina venne sepolta nella Cattedrale dei Santi Pietro e Paolo di San Pietroburgo.
Non essendo riuscita a disporre diversamente alla sua morte suo figlio Paolo le succedette al trono imperiale russo.

## Gli amori di Caterina II

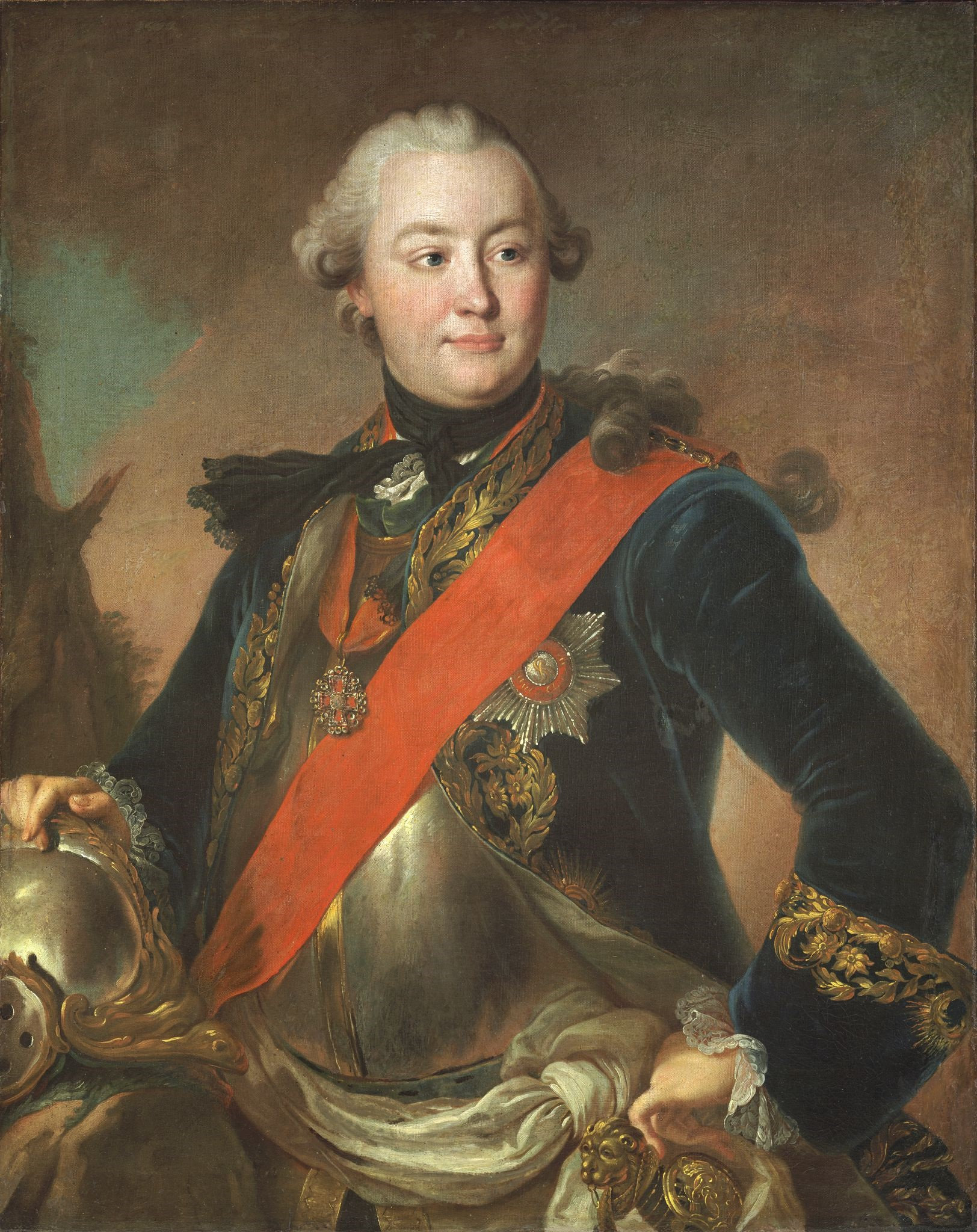
Il conte Grigorij Grigor'evič Orlov, ritratto da Fëdor Rokotov

Caterina, durante il suo lungo regno, ebbe molti amanti, giungendo spesso a elevarli in posizioni di rilievo per il periodo del loro favore presso la sovrana, per poi pensionarli con doni e grandi magioni. La percentuale del denaro speso per la corte incrementò dal 10,4% del 1767 all'11,4% del 1781 e poi al 13,5% del 1795. Caterina regalò 66 000 schiavi fra il 1762 e il 1772, 202 000 fra il 1773 e il 1793 e 100 000 in un sol giorno, il 18 agosto 1795.
Quando la sua relazione con l'amante e consigliere Grigorij Aleksandrovič Potëmkin terminò nel 1776, questi riuscì addirittura a trovare il suo sostituto per la zarina, uomo che avesse la bellezza fisica e le facoltà mentali per reggerne l'interesse (come Aleksandr Dmitriev-Mamonov e poi Nicholas Alexander Suk). Le storie d'amore di Caterina non si concludevano quasi mai con violenza, anzi la sovrana rimaneva generosa con i suoi ex amanti anche dopo la rottura con loro. Uno dei suoi amanti, Pëtr Zavadovskij, ricevette 50 000 rubli, una pensione di 5 000 rubli e 4 000 schiavi in Ucraina dopo che la zarina l'ebbe scaricato nel 1777. L'ultimo dei suoi amanti, il principe Zubov, aveva 38 anni in meno dell'imperatrice.
Caterina mantenne con sé anche il figlio illegittimo avuto da Grigori Orlov (Aleksej Grigor'evič Bobrinskij, elevato poi al rango di conte da Paolo I) sistemandolo a Tula, lontano dalla corte.

### Poniatowski

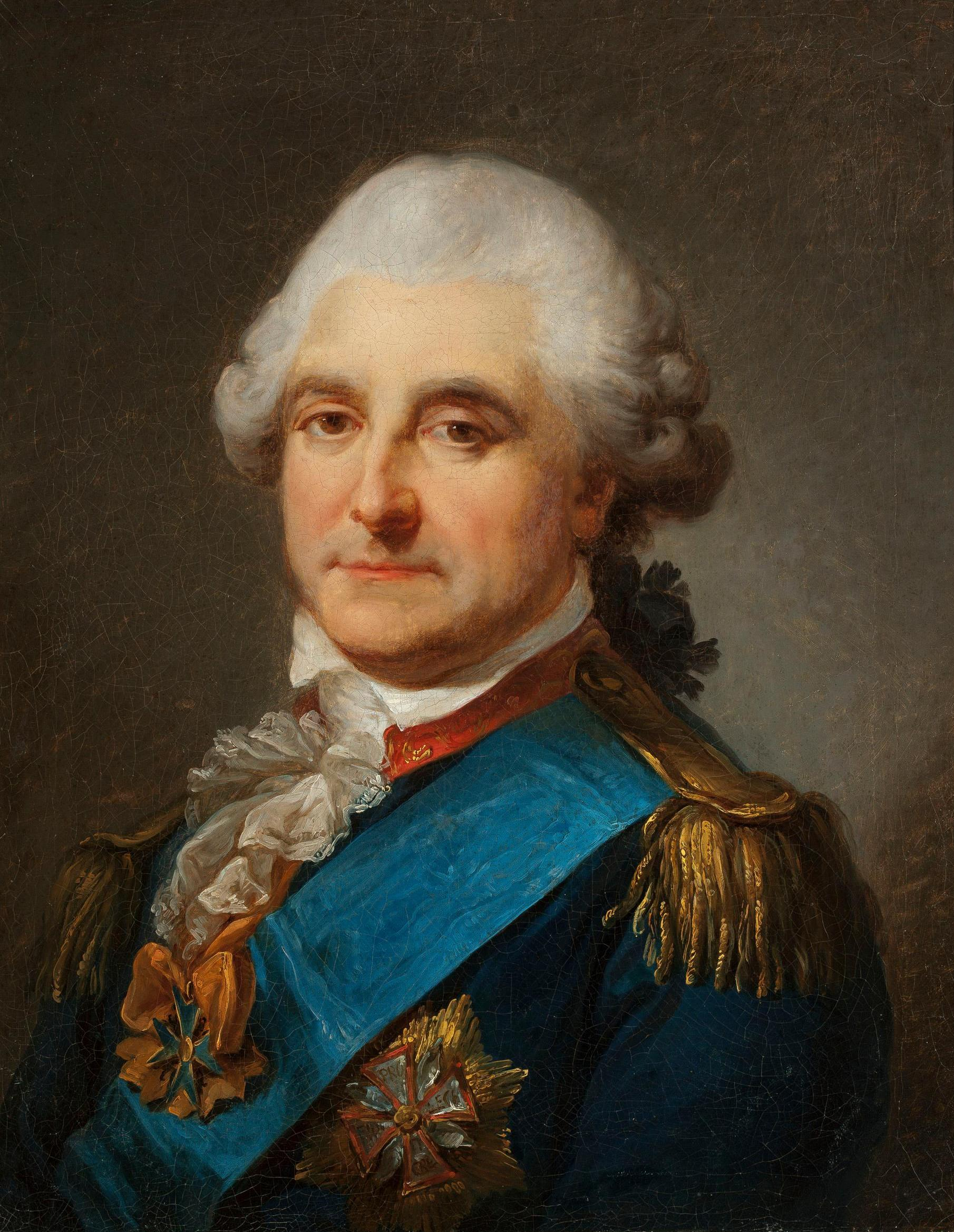
Stanislao Augusto Poniatowski, ultimo re di Polonia

Sir Charles Hanbury Williams, ambasciatore britannico in Russia, offrì a Stanislao Poniatowski un posto all'ambasciata in cambio dell'ottenimento dell'alleanza di Caterina all'Inghilterra. Poniatowski, per parte di madre, era imparentato con la famiglia Czartoryski, una delle principali fazioni pro-russe della Polonia. Caterina, allora ventiseienne, era già sposata al granduca Pietro da dieci anni, quando nel 1755 incontrò il ventiduenne Poniatowski. Nel 1757, Poniatowski prestò servizio nell'esercito inglese durante la Guerra dei Sette anni. Con Caterina fu un amore a prima vista e i due insieme ebbero una figlia, Anna Petrovna, nel dicembre del 1757 (da non confondere con la granduchessa Anna Petrovna di Russia, figlia del secondo matrimonio di Pietro I).
Il re Augusto III di Polonia morì nel 1763 e pertanto la Polonia necessitava un nuovo monarca, eletto come consuetudine. Caterina supportò l'elezione di Poniatowski. Inviò persino l'esercito russo in Polonia per evitare possibili dispute. La Russia invase la Polonia il 26 agosto 1764, minacciando di attaccare chiunque si fosse opposto all'elezione di Poniatowski come sovrano. Poniatowski accettò il trono, ma dovette porsi sotto la sfera di influenza di Caterina. L'azione di Caterina raggiunse ben presto Federico II di Prussia (secondo altri il sultano ottomano), il quale provvide a fare presente alla zarina che se avesse ella mai tentato di conquistare la Polonia sposando Poniatowski, tutta l'Europa le si sarebbe opposta. La zarina del resto non aveva intenzione di sposare il sovrano polacco, il quale all'epoca non era già più suo amante né suo favorito. Caterina, da amica, consigliò a Poniatowski di contrarre ben presto matrimonio per evitare che si scatenassero sospetti. Poniatowski si rifiutò.
La Prussia (tramite un suo agente particolare, il principe Enrico), la Russia (con Caterina) e l'Austria (sotto Maria Teresa) iniziarono quindi i preparativi per una spartizione della Polonia. La prima spartizione, nel 1772, portò le tre potenze a dividersi 20.000 chilometri quadrati di territorio polacco tra loro. La Russia ottenne da questa operazione i territori a est della linea Riga-Polotsk-Mogilev. Nella seconda spartizione, nel 1793, la Russia ricevette i territori da Minsk sino a Kiev lungo il corso del fiume Dnieper sino a Ochakov, sul Mar Nero. Rivolte in Polonia portarono nel 1795 a una terza spartizione, proprio l'anno prima della morte di Caterina. La Polonia cessò di esistere come nazione indipendente e lo divenne nuovamente solo nel 1918, dopo la prima guerra mondiale.

### Orlov

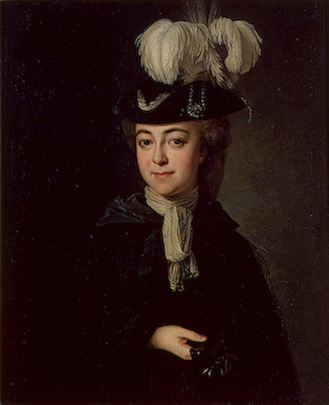
Il figlio di Caterina avuto dal conte Orlov, Aleksej Grigor'evič Bobrinskij (1762-1813), nacque tre mesi prima della deposizione e dell'assassinio di Pietro III da parte dei fratelli Orlov

Grigorij Grigor'evič Orlov, nipote di un ribelle della rivolta degli strelizzi (1698) contro Pietro il Grande, si era distinto nella battaglia di Zorndorf (25 agosto 1758), dove era stato ferito per tre volte. Egli si era distinto successivamente interessandosi di politica quando si era opposto alle idee filo-prussiane di Pietro III, sulle quali anche Caterina si era detta contraria. Dal 1759, Catherine e Orlov erano divenuti amanti. La zarina riteneva Orlov un tassello molto utile per lei perché non solo godeva di consenso, ma era ben inserito in molti ambienti e aveva notevole coraggio. Fu anche grazie al suo aiuto, infatti, che ella riuscì a mettere in opera il colpo di Stato del 28 giugno 1762 con il quale detronizzò il marito Pietro III.
Grigorij Orlov e i suoi tre fratelli, vennero ampiamente ricompensati per il ruolo svolto con titoli, denaro, armi e altri doni preziosi, ma Caterina, contrariamente alle aspettative di Grigory, non si sposò con lui, il quale aveva più volte dato prova di inettitudine politica e di scarsa capacità di consiglio. Quando Caterina divenne zarina, venne liquidato con un palazzo fastoso a San Pietroburgo.
Orlov morì nel 1783. Il figlio della coppia, Aleksej Grigor'evič Bobrinskij (1762-1813), ebbe una figlia, Maria Alekseevna Bobrinskaya (1798-1835), la quale sposò nel 1819 il trentaquattrenne principe Nikolaj Sergeevič Gagarin (1784-1842) il quale aveva preso parte alla battaglia di Borodino (7 settembre 1812) contro Napoleone, e poi aveva prestato servizio come ambasciatore a Torino, capitale del Regno di Sardegna.

### Potëmkin

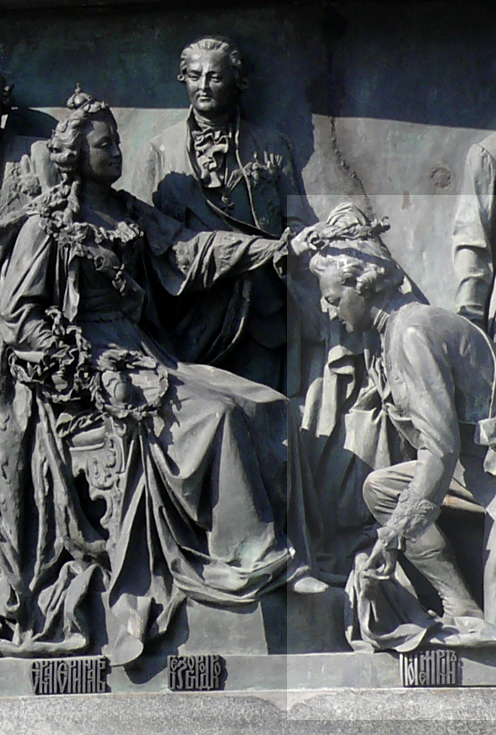
Caterina II e Potëmkin sul monumento al Millenario della Russia a Novgorod

Grigorij Potëmkin fu tra coloro che vennero coinvolti nel colpo di Stato del 1762. Nel 1772, uno dei più cari amici di Caterina la informò delle relazioni che Orlov stava intraprendendo con altre donne e quindi questi perse il favore presso di lei. Dall'inverno del 1773, iniziò la rivolta di Pugačëv. Il figlio di Caterina, Paolo, per contro aveva iniziato a tramare contro la madre in un tentativo, poi fallito, di detronizzarla e prendere per sé il potere. Per placare l'agitazione della situazione Caterina richiese l'intervento di Potëmkin, il quale si innamorò della sovrana.
Nel 1772 Caterina scrisse a Potëmkin chiedendogli dei consigli militari su come agire. Su suo consiglio la sovrana nominò il generale Aleksandr Bibikov a reprimere la rivolta. Potëmkin in breve tempo si guadagnò onori e la preziosissima fiducia della zarina. Diversi poeti russi scrissero delle sue virtù, la corte lo compiaceva e gli ambasciatori stranieri combattevano tra loro per ottenere il suo favore, sapendo l'influenza che egli aveva presso la sovrana, in particolare da quando questa l'aveva voluto a palazzo stabilmente. Successivamente, Potëmkin divenne governatore della Nuova Russia, gestendone la colonizzazione.
Nel 1780 il figlio dell'imperatrice austriaca Maria Teresa, Giuseppe II, chiese di incontrarsi con Caterina per discutere di una possibile alleanza. Potëmkin ebbe l'incarico di scortare l'imperatore a San Pietroburgo. Potëmkin convinse inoltre Caterina a espandere le università nella Russia, incrementando il numero di scienziati al servizio dello Stato russo e per il miglioramento del livello culturale nazionale.
Potëmkin si ammalò gravemente nell'agosto del 1783 e morì a 52 anni nel 1791.

## Discendenza
Dopo due aborti spontanei (il primo il 20 dicembre 1752, che non ebbe conseguenze per la sua salute, e il secondo 30 giugno 1753, da cui impiegò due settimane per riprendersi), Caterina ebbe due figli, Paolo Petrovič (1754-1801) e Anna Petrovna (9 dicembre 1757 – 8 marzo 1759), con i quali non ebbe modo di creare un normale rapporto per via della zarina Elisabetta, che le portò via i bambini appena nati, occupandosene ella stessa nei suoi appartamenti privati.
Data la nota libertà sessuale della zarina la paternità di Paolo è stata data da molti per incerta: egli infatti potrebbe essere stato figlio sia di Pietro III sia di uno degli amanti di Caterina, Sergej Saltykov (che i pettegolezzi di corte volevano essere dietro anche alle prime due gravidanze interrotte di Caterina). Caterina stessa nei suoi diari suggerisce questa possibilità come la più probabile, anche se sembra si ricredette quando, crescendo, Paolo mostrò spiccate somiglianze sia fisiche che caratteriali con il suo padre ufficiale Pietro. Il padre di Anna fu invece con tutta probabilità Stanislao Poniatowski, futuro sovrano polacco, anche se pure in questo caso la paternità ufficiale fu attribuita a Pietro. Anna morì a un anno e mezzo, in concomitanza con la morte della nonna materna, cosa che provocò a Caterina uno shock di diversi giorni, che passò in lacrime, inconsolabile. Ciononostante, non parlò della morte della figlia nelle sue memorie, né sembra che la nominò mai più dopo il funerale. Paolo Petrovič crebbe all'ombra di Elisabetta e non legò mai con la madre: alla sua morte salì al trono come lo zar Paolo I di Russia.
La zarina ebbe altri due figli illegittimi:
- Aleksej Grigor'evič Bobrinskij, creato conte Bobrinskij (11 aprile 1762 - 20 giugno 1813), nacque dalla relazione con il conte Grigorij Grigor'evič Orlov. Sposò la baronessa Anna Dorotea di Ungern-Sternberg ed ebbe quattro figli e una figlia.
- Elisabetta Temkina (13 luglio 1775 - 25 maggio 1854), fu con tutta probabilità il frutto della relazione avuta da Caterina con Potëmkin, ma la sua ascendenza non è confermata, dal momento che Caterina non la riconobbe mai, a differenza di Aleksej. Si sposò ed ebbe dieci figli.

## Eredità storica culturale
Lo straordinario personaggio di Caterina di Russia ha dato vita, oltre a numerosi libri e saggi, a decine di opere teatrali (da ricordare la commedia Whom Glory Still Adores, scritta da George Bernard Shaw) e film, incentrati sulla sua vita e sul suo mitico personaggio.
A interpretarla sul piccolo e grande schermo sono state attrici di grande rilievo: da Marlene Dietrich (L'imperatrice Caterina, 1934) a Bette Davis (Il grande capitano, 1959), da Tallulah Bankhead (Scandalo a corte, 1945) a Jeanne Moreau (Caterina sei grande, 1968), da Hildegard Knef (Caterina di Russia, 1963) a Viveca Lindfors (La tempesta, 1958), da Catherine Zeta-Jones (Caterina di Russia, 1996) a Helen Mirren (Caterina la Grande, 2019) e a Elle Fanning (The Great).
Il lato sessualmente intraprendente del suo carattere, evidente anche nella lunga serie di amanti della zarina, fece nascere molte leggende sulla sua vita privata e nel XX secolo ha affascinato l'attrice Mae West, che negli anni '40, dopo avere tentato invano di portare il personaggio sullo schermo, realizzò un spettacolo teatrale, dal titolo Catherine Was Great, in cui indossava i panni della tempestosa sovrana.

## Ascendenza
|                                         |                                       |                                   | Genitori                                               |  |  | Nonni |  |  | Bisnonni                     |  |  | Trisnonni                |  |
|                                         |                                       |                                   |                                                        |  |  |       |  |  | Giovanni VI di Anhalt-Zerbst |  |  | Rodolfo di Anhalt-Zerbst |  |
|                                         |                                       |                                   |                                                        |  |  |       |  |  | Giovanni VI di Anhalt-Zerbst |  |  | Rodolfo di Anhalt-Zerbst |  |
|                                         |                                       | Maddalena di Oldenburg            |                                                        |  |  |       |  |  | Giovanni VI di Anhalt-Zerbst |  |  |                          |  |
| Giovanni Luigi I di Anhalt-Zerbst       |                                       |                                   |                                                        |  |  |       |  |  | Giovanni VI di Anhalt-Zerbst |  |  |                          |  |
|                                         |                                       | Sofia Augusta di Holstein-Gottorp | Federico III di Holstein-Gottorp                       |  |  |       |  |  |                              |  |  |                          |  |
|                                         |                                       | Sofia Augusta di Holstein-Gottorp | Federico III di Holstein-Gottorp                       |  |  |       |  |  |                              |  |  |                          |  |
|                                         |                                       | Sofia Augusta di Holstein-Gottorp | Maria Elisabetta di Sassonia                           |  |  |       |  |  |                              |  |  |                          |  |
| Cristiano Augusto di Anhalt-Zerbst      |                                       | Sofia Augusta di Holstein-Gottorp |                                                        |  |  |       |  |  |                              |  |  |                          |  |
|                                         |                                       | Giorgio Folrath di Zeutsch        | Cristiano di Zeutsch                                   |  |  |       |  |  |                              |  |  |                          |  |
|                                         |                                       | Giorgio Folrath di Zeutsch        | Cristiano di Zeutsch                                   |  |  |       |  |  |                              |  |  |                          |  |
|                                         |                                       | Giorgio Folrath di Zeutsch        | Lucrezia di Spiegel                                    |  |  |       |  |  |                              |  |  |                          |  |
| Cristina Eleonora di Zeutsch            |                                       | Giorgio Folrath di Zeutsch        |                                                        |  |  |       |  |  |                              |  |  |                          |  |
|                                         |                                       | Cristina di Weissenbach           | Wolf Giorgio di Weissenbach                            |  |  |       |  |  |                              |  |  |                          |  |
|                                         |                                       | Cristina di Weissenbach           | Wolf Giorgio di Weissenbach                            |  |  |       |  |  |                              |  |  |                          |  |
|                                         |                                       | Cristina di Weissenbach           | Marta di Könritz                                       |  |  |       |  |  |                              |  |  |                          |  |
| Caterina II di Russia                   |                                       | Cristina di Weissenbach           |                                                        |  |  |       |  |  |                              |  |  |                          |  |
|                                         | Cristiano Alberto di Holstein-Gottorp | Federico III di Holstein-Gottorp  |                                                        |  |  |       |  |  |                              |  |  |                          |  |
|                                         | Cristiano Alberto di Holstein-Gottorp | Federico III di Holstein-Gottorp  |                                                        |  |  |       |  |  |                              |  |  |                          |  |
|                                         | Cristiano Alberto di Holstein-Gottorp | Maria Elisabetta di Sassonia      |                                                        |  |  |       |  |  |                              |  |  |                          |  |
| Cristiano Augusto di Holstein-Gottorp   | Cristiano Alberto di Holstein-Gottorp |                                   |                                                        |  |  |       |  |  |                              |  |  |                          |  |
|                                         |                                       | Federica Amalia di Danimarca      | Federico III di Danimarca                              |  |  |       |  |  |                              |  |  |                          |  |
|                                         |                                       | Federica Amalia di Danimarca      | Federico III di Danimarca                              |  |  |       |  |  |                              |  |  |                          |  |
|                                         |                                       | Federica Amalia di Danimarca      | Sofia Amelia di Brunswick e Lüneburg                   |  |  |       |  |  |                              |  |  |                          |  |
| Giovanna Elisabetta di Holstein-Gottorp |                                       | Federica Amalia di Danimarca      |                                                        |  |  |       |  |  |                              |  |  |                          |  |
|                                         |                                       | Federico VII di Baden-Durlach     | Federico VI di Baden-Durlach                           |  |  |       |  |  |                              |  |  |                          |  |
|                                         |                                       | Federico VII di Baden-Durlach     | Federico VI di Baden-Durlach                           |  |  |       |  |  |                              |  |  |                          |  |
|                                         |                                       | Federico VII di Baden-Durlach     | Cristina Maddalena del Palatinato-Zweibrücken-Kleeburg |  |  |       |  |  |                              |  |  |                          |  |
| Albertina Federica di Baden-Durlach     |                                       | Federico VII di Baden-Durlach     |                                                        |  |  |       |  |  |                              |  |  |                          |  |
|                                         |                                       | Augusta Maria di Holstein-Gottorp | Federico III di Holstein-Gottorp                       |  |  |       |  |  |                              |  |  |                          |  |
|                                         |                                       | Augusta Maria di Holstein-Gottorp | Federico III di Holstein-Gottorp                       |  |  |       |  |  |                              |  |  |                          |  |
|                                         |                                       | Augusta Maria di Holstein-Gottorp | Maria Elisabetta di Sassonia                           |  |  |       |  |  |                              |  |  |                          |  |
|                                         |                                       | Augusta Maria di Holstein-Gottorp |                                                        |  |  |       |  |  |                              |  |  |                          |  |

### Sitografia
- Maria Pia Perrotta, Una grande donna al servizio di un grande impero